# Sýrie
Sýrie, plným názvem Syrská arabská republika (arabsky الجمهورية العربية السورية‎, al-Džumhúríja al-arabíja as-súríja), je stát v jihozápadní Asii, řazený k zemím Blízkého východu – v jeho rámci spadá jak do území Mezopotámie, tak do Levanty. Hlavním městem je historicky významný Damašek. Zemí protékají řeka Eufrat a částečně i hraniční Tigris. Sýrie na severu a severozápadě hraničí s Tureckem (822 km), na východě s Irákem (605 km), na jihu s Jordánskem (375 km). S Izraelem (76 km) sousedí na jihozápadě a s Libanonem (375 km) na západě. Menší část západní hranice omývá Středozemní moře.
Dle odhadu z roku 2010 žilo v Sýrii 22,5 milionu obyvatel. V důsledku občanské války a s ní spojeného masového exodu poklesl počet obyvatel země do roku 2020 na 17,5 milionu. V roce 2024 je počet obyvatel již cca 24 milionu. Velkou část obyvatelstva představují sunnité. Významnou náboženskou menšinu tvoří ší'ité, především alavité, jejichž příslušníci mají ve státních orgánech a v neposlední řadě v armádě a policii dominantní postavení. Občanskou válkou byly značně postiženy křesťanské církve, které měly před ní poměrně velký počet věřících, a také malé židovské komunity. Etnickým složením je velká část Syřanů arabského původu. Největší etnickou menšinou jsou Kurdové.
Moderní syrský stát byl ustanoven jako francouzské mandátní území, které roku 1946 dosáhlo nezávislosti jako parlamentní republika. Po vyhlášení nezávislosti následovalo několik vojenských převratů. V letech 1962 až 2011 platil v Sýrii výjimečný stav, který pozastavoval platnost občanských práv Syřanů. V letech 1971 až 2000 byl prezidentem Sýrie Háfiz al-Asad, po jeho smrti jej nahradil jeho syn Bašár al-Asad. Oba byli představitelé strany Baas, která si od vojenského převratu v roce 1963 udržovala dominantní politické postavení v zemi. Od března 2011 je Sýrie zmítána občanskou válkou mezi vládou Bašára Asada, rebely, kurdskými milicemi a Islámským státem. Do této války se zapojily také další země, především Turecko, Rusko, Írán, Spojené státy a leteckými útoky také Izrael. 
V prosinci 2024 vláda Bašára Asada padla, poté co byla opozičními milicemi dobyta většina Sýrie včetně Damašku. Sám Bašár Asad uprchl do Ruska a moc převzala přechodná vláda. Izrael následně rozmístil ozbrojené síly v nárazníkové zóně, ve které od roku 1974 působí Organizace spojených národů, a bombardoval vojenské vybavení syrské armády včetně letadel, lodí, vrtulníků a skladů munice.

## Historie

### Starověk

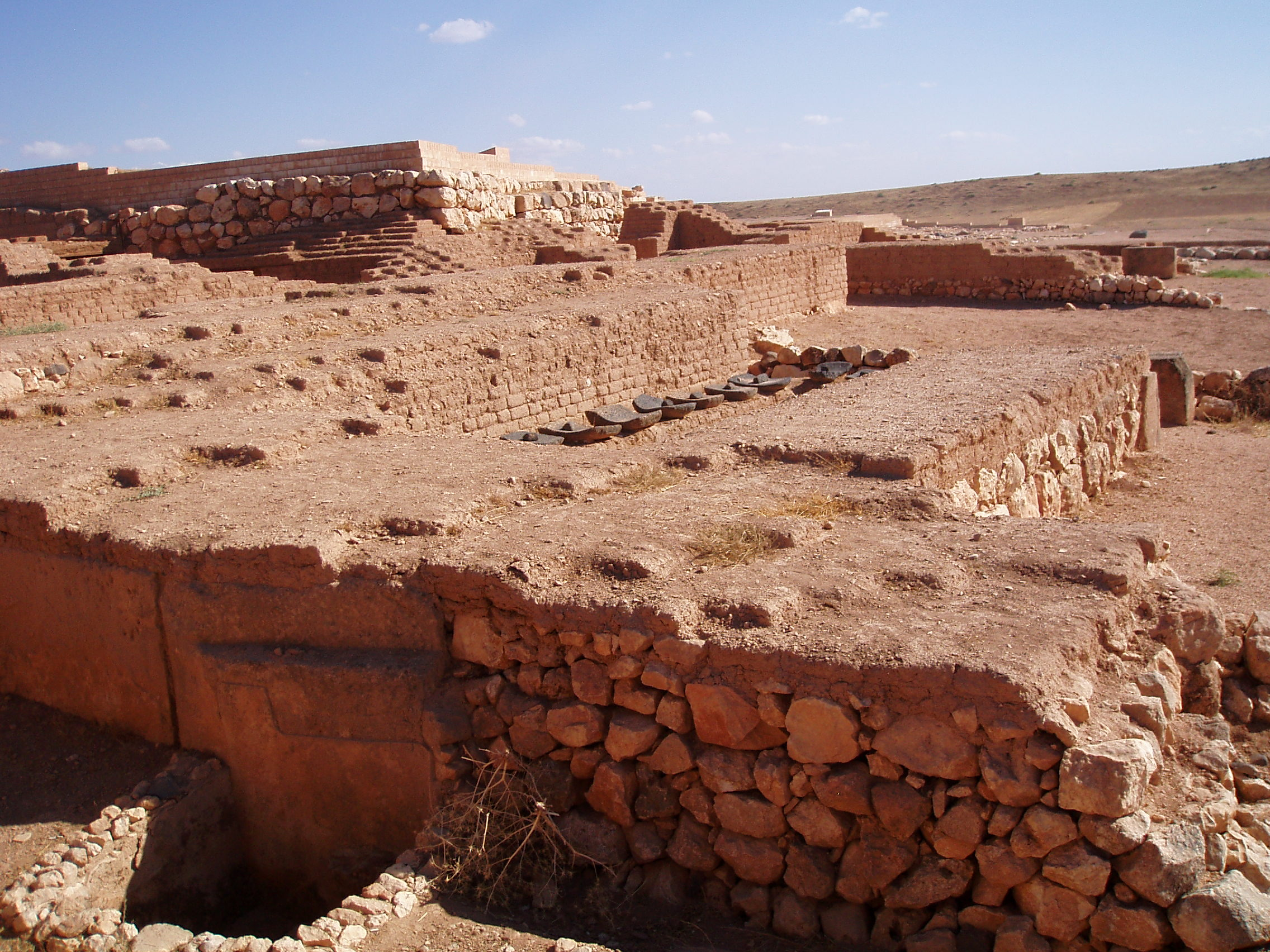
Odkryté pozůstatky města Ebla

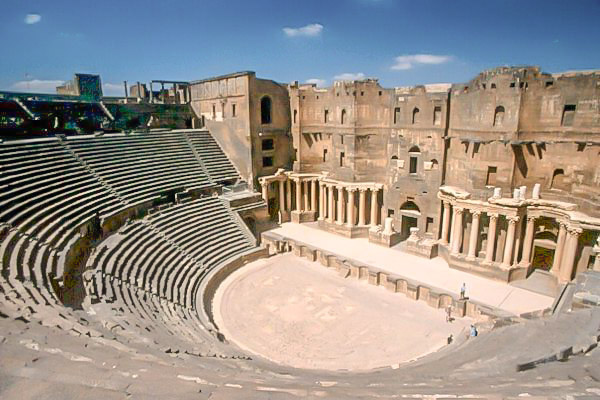
Římské divadlo ve městě Bosra

Sýrie leží na dávné cestě mezi Mezopotámií a Středozemním mořem. Kolem roku 2400 př. n. l. se zde nacházelo město Ebla, pravděpodobně kontrolující obchodní spoje ve velké části východního Středomoří. Poté bylo syrské území velice často okupováno cizími mocnostmi. Od roku 2000 př. n. l. zde vládla Akkadská říše. Poté se zde vystřídali Egypťané, Asyřané, Babylóňané a Chetité. Nakonec oblast ovládli Peršané. Perská vojska byla vyhnána ze Sýrie Alexandrem Velikým. Ten donesl zemi řeckou kulturu. Po smrti Alexandra se území chopil Alexandrův velitel Seleukos I. Níkátor, jenž se v roce 312 př. n. l. prohlásil za pána Babylónu a dal tak vznik Seleukovské říši. V roce 63 př. n. l. po četných porážkách hlavně s Římany zaniká Seleukovská říše a Sýrie se tak stává součástí Římského impéria jako provincie.

### Středověk a novověk
Po rozdělení Římské říše v roce 395 připadlo území Východořímské říši, která měla sídlo v Konstantinopoli. Byzanc vládla Sýrii do roku 634, kdy ji dobyli muslimští Arabové. Obyvatelstvo přijalo islám a z Damašku se stalo hlavní centrum politického, kulturního a obchodního dění v celém islámském světě, a to až do roku 750, kdy byla v Damašku sídlící dynastie Umajjovců nahrazena rodem Abbásovců. Ti své sídlo poté přesunuli do Bagdádu. V 11. století vpadli do Sýrie Turci a dobyli ji. Ve 12. století se stala Sýrie místem boje křižáckých výprav s muslimy. Křižáci zabrali část Sýrie a vytvořili zde křižácké státy, nikdy se jim ovšem nepodařilo dobýt jedno z nejdůležitějších měst oblasti, Damašek. Kurdský vojevůdce Saláhuddín (Saladin) porazil křižáky a vyhnal je ze země. Jeho potomci, vládnoucí v Egyptě, byli svrženi Mamlúky, kteří pak vládli zemi až do roku 1516, kdy ji zabrala Osmanská říše. Ta si udržela moc nad Sýrií až do konce první světové války.
Po jejím skončení se Sýrie stala francouzským mandátním územím. Po pádu Francie v roce 1940 zůstala Sýrie podřízená režimu ve Vichy až do obsazení území britskými vojáky a vojáky Svobodné Francie v červenci 1941 (Operace Exporter).

### Nezávislá republika

#### Období politické nestability

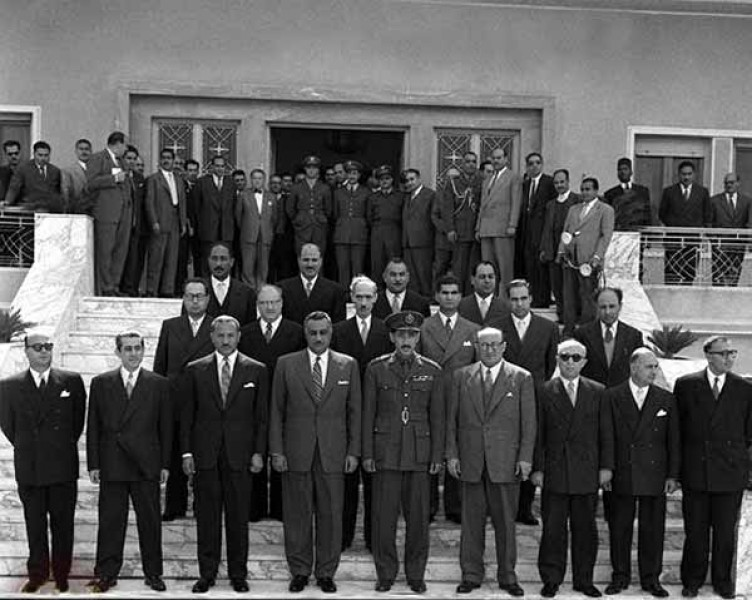
Gamál Násir roku 1958 spolu s egyptskými a syrskými členy jeho kabinetu před prezidentským palácem v Damašku

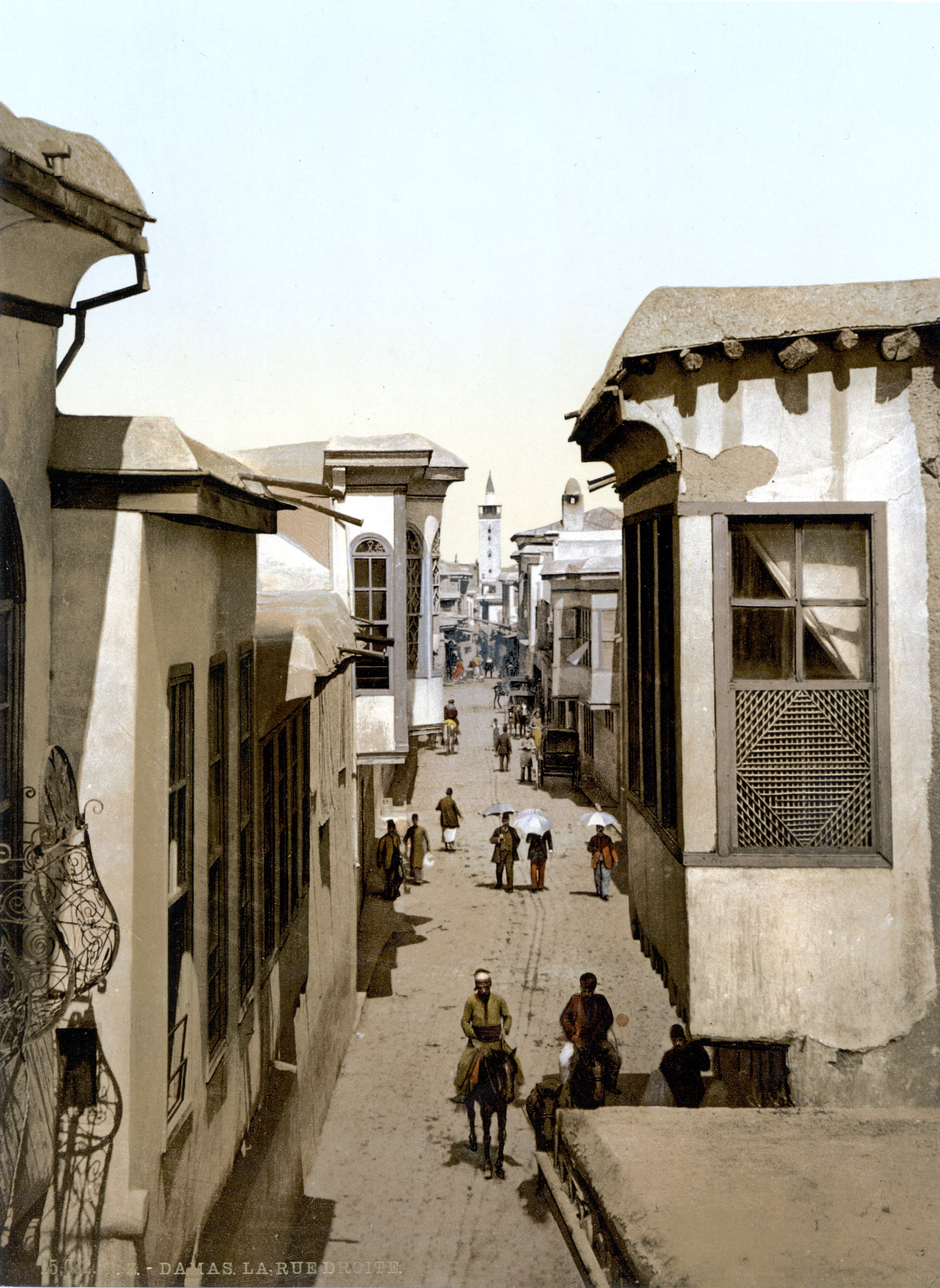
Pohled na damašskou čtvrť z roku 1905

Během války musely síly Svobodné Francie čelit diplomatickému tlaku USA, Sovětského svazu a Velké Británie na vyhlášení syrské nezávislosti. Osud francouzské dominance v Sýrii zpečetila rezoluce OSN z února 1946, na základě níž se do 15. dubna téhož roku všechny francouzské jednotky ze syrského území stáhly. K moci se v novém státě dostali většinou příslušníci městských vyšších vrstev, kteří zároveň vlastnili rozsáhlý pozemkový majetek na venkově. Jejich cílem se stalo vytvořit jednotný syrský stát, jak se ale mělo později ukázat, tento úkol nebyla nová vládnoucí vrstva schopná úspěšně dokončit. Tehdejší syrská společnost byla rozdělena v mnoha ohledech – vedle sunnitské většiny, k níž tehdejší vedoucí syrští politici patřili, zde existovaly skupiny šíitů a křesťanů, po etnické stránce představovala pro snahy o vybudování unitárního státu velký problém především kurdská menšina. V neposlední řadě však přetrvávaly rozsáhlé sociální rozdíly – vedle obyvatel měst žilo v Sýrii i velké množství rolníků a nomádů s odlišnými zájmy a představami o uspořádání společnosti. Zároveň za nestabilní politické situace a daných společenských podmínek neměla syrská elita možnost svoje cíle naplnit. Ránu prestiži syrské vládnoucí elity představoval zejména debakl během izraelské války za nezávislost roku 1948 – arabské jednotky byly Izraelci poraženy, což dalo vzniknout novodobému židovskému státu na Blízkém východě a ve svém důsledku podrylo i reputaci syrské vlády.
V poválečné Sýrii se konstituovaly celkem tři významné politické subjekty – Národní strana zastupující zájmy damašských hodnostářů a podporující Saúdskou Arábii, Lidová strana napojená na aleppské hodnostáře s kontakty spíše na Irák a strana Baas, rekrutující příznivce z řad studentů a vojáků, především pak příslušníků šíitské náboženské sekty alavitů. Strana Baas měla program spočívající především v panarabismu a socialismu. V březnu roku 1949 došlo k vojenskému převratu, který odstartoval dlouhá léta střídaní různých vlád, pučů a protipučů. V pozadí si nad politickým vývojem udržovaly silný vliv syrské ozbrojené síly. Namísto původních tři stran se nyní v rozhodujícím politickém subjektu té doby, armádě, prosazovaly dvě politické síly – autoritářská Syrská sociálně nacionální strana a nadále přetrvávající strana Baas. Od roku 1958 byla Sýrie spojena s Egyptem ve Sjednocenou arabskou republiku pod vedením egyptského prezidenta Gamála Násira, ovšem tato unie se rozpadla o tři roky později, poté, co se stále výrazněji ukazovalo, že Egypťané berou Sýrii jako méněcenného partnera. Roku 1961 proběhl puč, který nastolil takzvaný „secesionistický“ režim, jenž vedl ke zrušení spojeného státního útvaru a zároveň zrušil některé předchozí násirovské reformy, například přerozdělení půdy a znárodnění průmyslových podniků. O dva roky došlo opět k puči, tentokrát pod vedením strany Baas, která se udržela u moci až do dnešních dob.

#### Vláda strany Baas

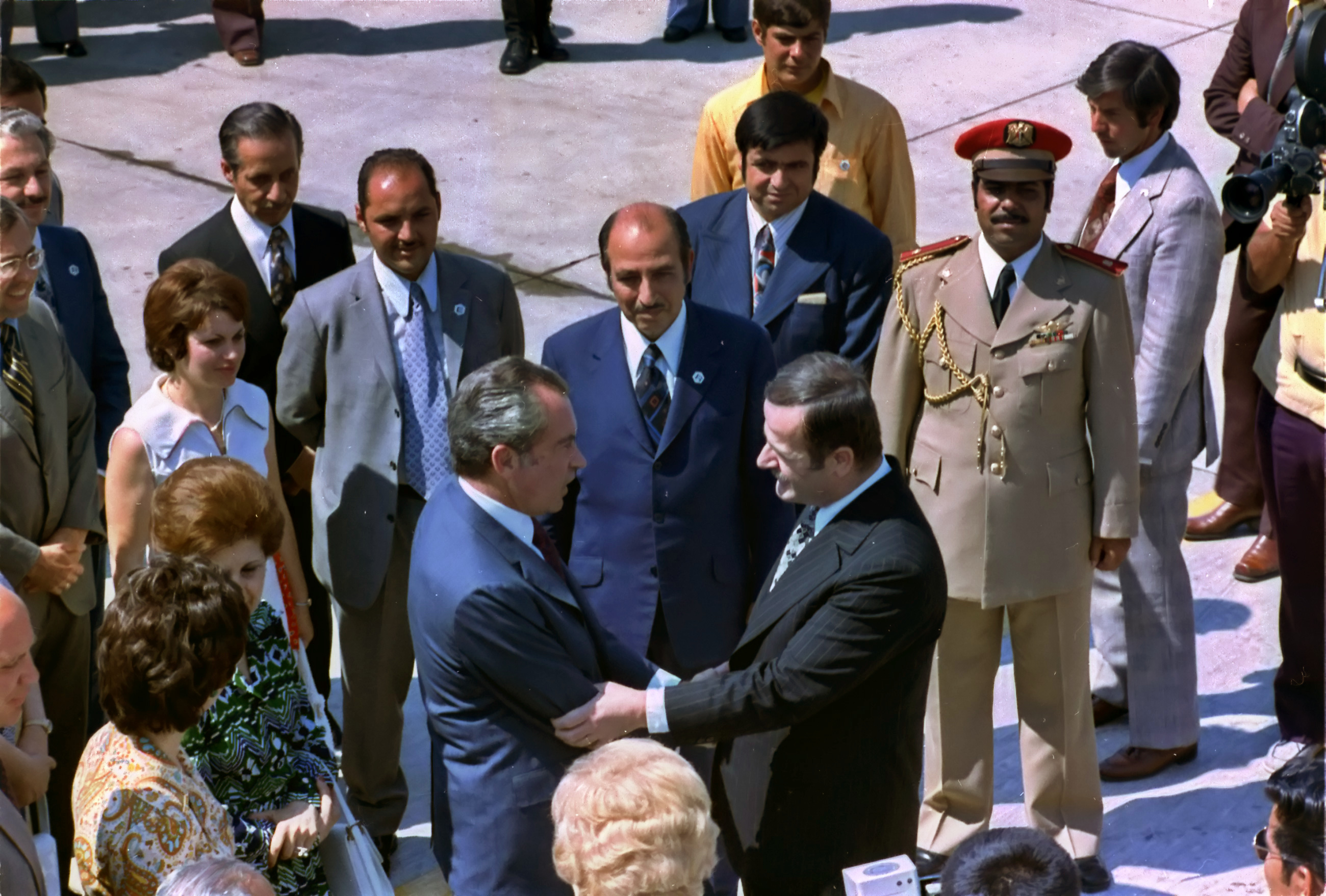
Háfiz al-Asad, nejvýznamnější představitel baasistického režimu, se na letišti v Damašku setkává s americkým prezidentem Nixonem, 1974

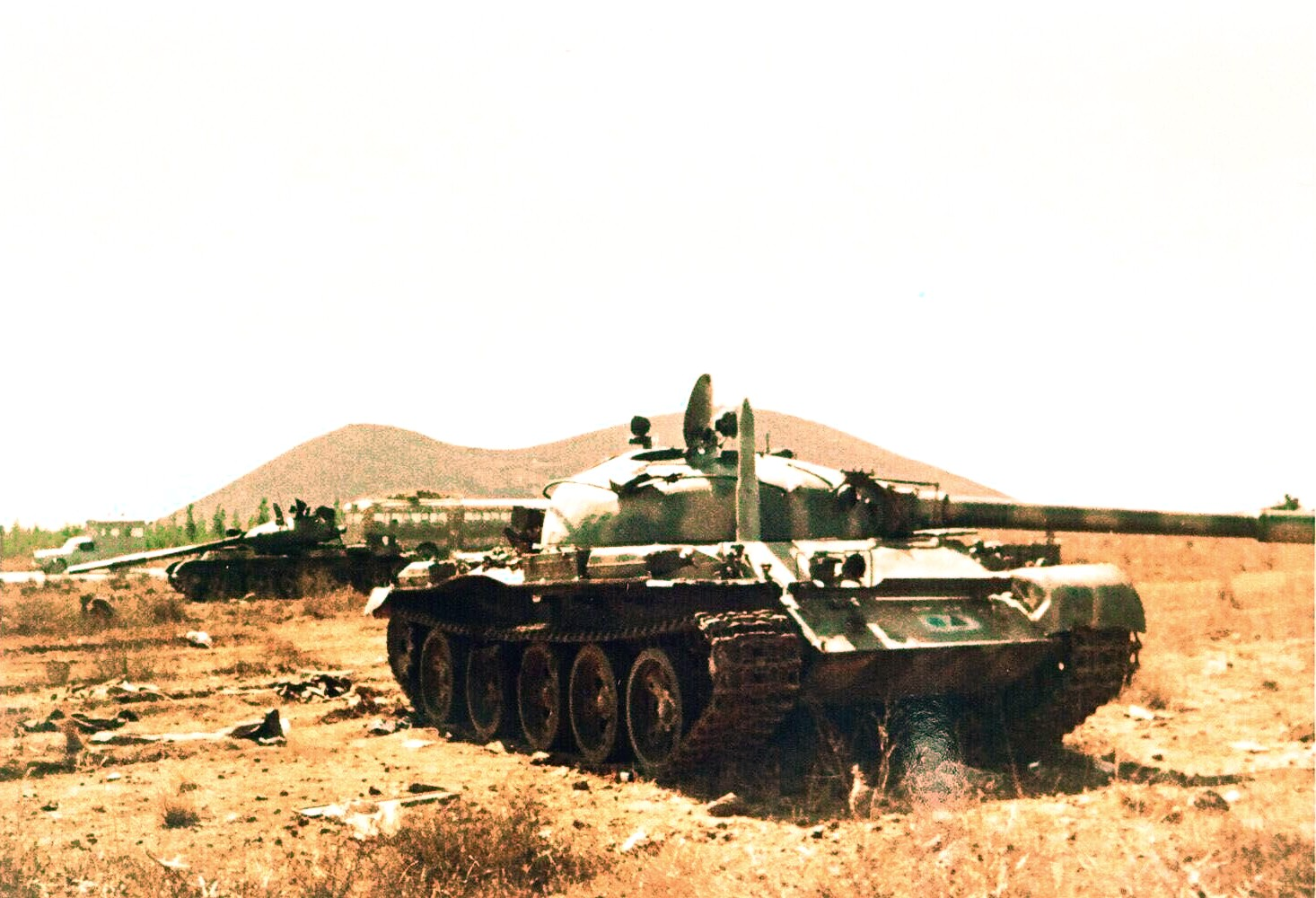
Syrské tanky vyfocené během jomkipurské války

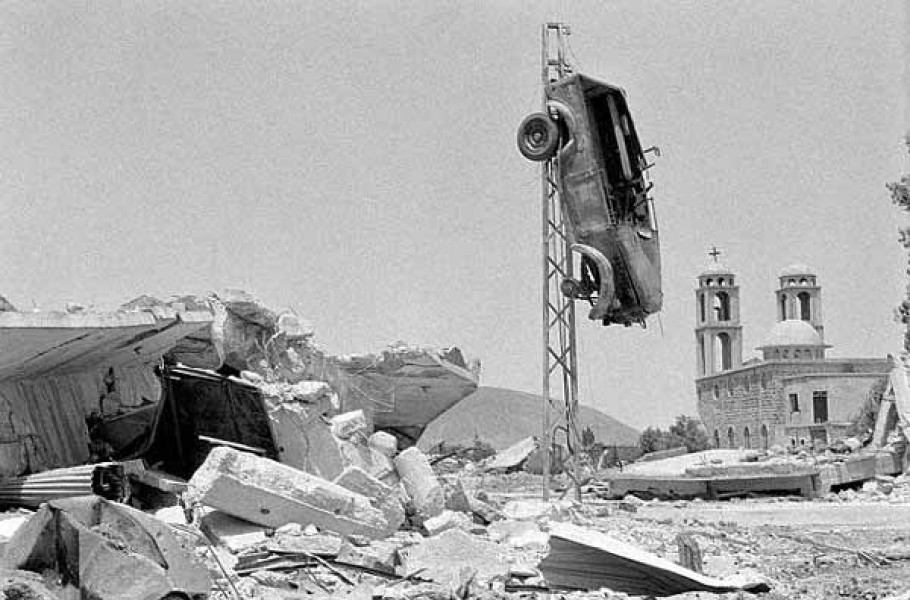
Těžce poškozená Kunejtra před izraelským stažením v červnu 1974.

Nový režim pod kontrolou alavitských důstojníků zavedl v Sýrii policejní stát, opírající se vedle armády i o příslušníky středních a nižších vrstev, žijících většinou v menších městech mimo Aleppo a Damašek. Nová vládnoucí vrstva využívala nevraživosti, kterou si tito lidé během předchozích vlád ke starým elitám vytvořili, a upevňovala tak svoji moc. Na druhou stranu vznikaly problémy v samotné straně Baas, kde různé frakce soupeřily v boji o moc. Roku 1966 byl proveden další puč, a to pod vedením generála Saláha al-Džadída. Tento muž představoval radikální civilní křídlo strany Baas, proti němuž naopak stála vojenská strana, v mnoha ohledech umírněnější. Vůdcem vojenského křídla byl Háfiz al-Asad. Po nezdařených zahraničních akcích Džadídova režimu (prohraná šestidenní válka s Izraelem v roce 1967, debakl v Libanonu v září 1970) využil Háfiz al-Asad neúspěchů svého rivala a v nekrvavém puči jej v listopadu 1970 svrhl. Režim strany Baas si v následujících letech udržoval určité sympatie obyvatelstva, a to zejména díky její politice podpory hospodářského rozvoje, pozemkové reformě, podpoře vzdělání, posilování armády a vehementní opozici vůči Izraeli. Jakákoliv opozice byla však likvidována brutálními metodami.
Proti vládnoucí alavitské menšině rostl postupný odpor, jehož příznivci se rekrutovali především z řad početně dominujících sunnitů. Vrchol protivládních akcí představovalo povstání takzvaného Muslimského bratrstva ve městě Hamá z roku 1982, jež bylo ovšem brutálně potlačeno syrskou armádou. Při bojích ve městech podle odhadů zemřelo 5 000 až 10 000 lidí. Vedle vzpour obyvatelstva se začaly množit od osmdesátých let 20. století další problémy – zejména přebujelý a neefektivní veřejný sektor stále více zatěžoval syrskou ekonomiku. Přes tento neúspěch si režim více méně udržoval stabilní pozici, zejména díky nepřetržitému výjimečnému stavu, který syrská vláda vyhlásila roku 1962 s ohledem na neukončený konflikt s Izraelem, se kterým svedla řadu tvrdých bojů během jomkipurské války a poté v roce 1982, což bylo způsobeno zapojením Syřanů do libanonského konfliktu. V případě Libanonu si Sýrie dokázala udržet silný vliv na vnitropolitické dění tohoto svého souseda, zejména skrze přítomnost svých vojenských jednotek na libanonské půdě.
Z velmocí udržovala Sýrie úzké vztahy především se Sovětským svazem, ačkoliv během irácko-íránské války podporovala Írán, nepřítele nejen Iráku, ale i SSSR. Tento postup byl dán především soupeřením s iráckou stranou Baas, od níž se její syrská strana po roce 1963 odpoutala, protože skrze společnou stranickou strukturu mohli zahraniční státníci zasahovat do syrských záležitostí. Rovněž se Sýrie zúčastnila na straně USA protiiráckých operací během války v Zálivu. Od června 1991 se Sýrie účastnila mírových jednání s Izraelem, ta však nedospěla ke zdárnému konci.
Roku 2000 Hafíz al-Asad zemřel a vedoucí místo ve státě přejal jeho syn Bašár. Po jeho nástupu následovalo krátké období uvolnění a tolerance, zvané Damašské jaro. Brzy se však situace vrátila do starých kolejí a případní odpůrci režimu opět čelili perzekuci. Zatímco si syrská vláda dokázala udržet pod kontrolou vnitropolitickou situaci, roku 2005 byla na základě silného mezinárodního tlaku donucena vyklidit své jednotky z Libanonu.

#### Občanská válka

Vojenská situace v Sýrii
pod kontrolou syrské vlády
Pod kontrolou ISIL
Pod kontrolou Kurdů
Tahrír aš-Šám (Al-Káida v Sýrii)
Syrská opozice (SSA, Džaiš al-Islam a Ahrar aš-Šám) (stav ke konci listopadu 2024)

V březnu 2011 vypukly v Sýrii demonstrace inspirované obdobnými projevy odporu vůči vládnoucím režimům v dalších arabských státech. Vláda tyto protesty označila za zahraniční spiknutí, na druhou stranu však přislíbila postupné zavedení některých reforem. V dubnu 2011 rovněž syrská vláda zrušila po 48 letech výjimečný stav. Protesty však neustávaly, syrské ozbrojené síly proto sáhly k drastičtějším opatřením a začaly ve velké míře užívat násilí. Přes snahu mezinárodní komunity ukončit tuto krizi, ať už zavedením embarga ze strany Evropské unie či vysláním monitorovací mise Ligou arabských států, vypukla válka, mnoho Syřanů uprchlo za hranice, z armády začali dezertovat vojáci a přidávat se do protivládního tábora. Do války se později na straně režimu Bašára Asada zapojila i libanonská militantní organizace Hizballáh podporovaná Íránem a na straně rebelů množství zahraničních islamistických bojovníků, včetně odnože teroristické organizace Al-Káida, podporovaných dodávkami zbraní a finančními injekcemi ze Saúdské Arábie a Turecka. Asadův režim byl též podporován Ruskem. K březnu 2015 si ozbrojené povstání v Sýrii vyžádalo již více než 220 000 mrtvých, z nichž téměř třetinu činili civilisté. Humanitární pomoc na místě poskytuje několik organizací, mezi nimi i česká organizace Člověk v tísni, která působí na severu Sýrie. Počet syrských uprchlíků vzrostl do roku 2015 na 4 miliony v sousedních státech a dalších 7,6 milionů uvnitř Sýrie. Rozsáhlá území Sýrie ovládla organizace Islámský stát.
Někteří komentátoři a politici viní z podpory Islámského státu Saúdskou Arábii, Katar a Turecko. Saúdský král Salmán naopak obvinil ze spolupráce s Islámským státem režim prezidenta Asada. Podle dezertérů Islámského státu začal Asad spolupracovat se zástupci IS proti své opozici před vypuknutím občanské války. Poté, co Islámský stát získal na síle, obrátil se proti režimu Asada.[zdroj?] Část bojovníků Islámského státu pochází z řad bývalých členů Irácké armády Saddáma Husajna, která byla rozpuštěna po americké invazi do Iráku. Mnoho bojovníků do IS také přeběhlo ze Svobodné syrské armády, podporované USA.
Britská stanice Sky News podle informací od dezertérů Islámského státu informovala o údajné spolupráci mezi syrskou vládou a islamisty. Týká se obchodu – například výměny ropy za hnojiva a údajné dohody o stáhnutí vládních vojáků z města Palmýra. Televize ale zároveň uvádí, že pravost kopií ručně psaných příkazů od vedení IS není možné spolehlivě doložit. Z obchodních styků s IS bylo obviněno také Turecko.
4. dubna 2017 se odehrál chemický útok v Chán Šajchúnu, během kterého bylo zabito přes 100 civilistů. Chán Šajchún v době útoku ovládali povstalci z koalice Tahrír aš-Šám (bývalá fronta an-Nusra). Spojené státy a další západní státy viní z použití chemické látky sarinu a chloru vládu Bašára Asada, podle syrské vlády a Ruska pocházely chemikálie ze skladu povstalců, jenž po vládním náletu vybuchl. V odvetě za tento čin provedly 6. dubna 2017 americké torpédoborce útok proti syrské letecké základně Šajrát, základna byla zničena a bylo zabito 9 civilistů a 7 syrských vojáků.
V říjnu 2017 byla kurdsko-arabskými jednotkami osvobozena Rakka, hlavní město samozvaného Islámského státu. Při bojích o město a při náletech Američany vedené koalice bylo podle OSN zničeno přes 80 % budov.

Mapa ofenzivy v listopadu 2024

Po letech relativního klidu na konci listopadu 2024 začala rychlá ofenziva protiasadovských milic, vedených islamistickou skupinou Tahrír al-Šám. V několika málo dnech milice získaly téměř bez bojů města jako Aleppo nebo Hamá až nakonec získaly i hlavní město Damašek a Bašár al-Asad uprchl, čímž vlastně padl jeho režim. V několika městech následovaly oslavy pádu režimu, kterému v jeho posledních dnech nijak výrazně nepomohly v bojích ani Rusko a ani Írán jakožto spojenci Asada. Skupinu Tahrír al-Šám spoluzaložila teroristická organizace Fronta an-Nusrá, která byla do roku 2016 syrskou pobočkou al-Káidy. Vůdce skupiny Abú Muhammad al-Džawlání byl v roce 2003 členem teroristické sítě al-Káida v Iráku. USA na jeho dopadení vypsaly odměnu 10 milionů $.
Poté co se vůdce teroristické organizace Tahrír aš-Šám Ahmad Šara prohlásil za prezidenta, dochází k pronásledování a zabíjení náboženské menšiny alavitů, jelikož byl Bašár al-Asad jedním z nich. Za tři měsíce bylo k březnu 2025 potvrzeno zabití okolo 1500 alavitů, většinou bývají zastřeleni nebo podřezáni. Ve dnech 7. a 8. března 2025 bylo provládními ozbrojenci při masakru alavitů v Latákii zabito více než 1500 civilistů.

## Státní symboly

### Vlajka
Syrská vlajka,  tzv. vlajka syrské revoluce, je tvořena listem o poměru stran 2:3 se třemi vodorovnými pruhy: zeleným, bílým a černým. V bílém pruhu jsou tři červené pěticípé hvězdy. Vychází z vlajky používané v letech 1932–1958 a 1961–1963, která má však odlišný poměr stran (1:2). Tato vlajka byla používána syrskou opozicí od počátku občanském války v roce 2011. Po pádu režimu prezidenta Asada a převzetí moci přechodnou vládou v roce 2024 byla používána jako neoficiální státní vlajka. Oficiálně byla za státní vlajku přijata 13. března 2025, kdy vláda přijala prozatímní ústavní deklaraci.

Vlajka Sýrie (od 2024)
Historická vlajka Sýrie (1930–1958, 1961–1963)
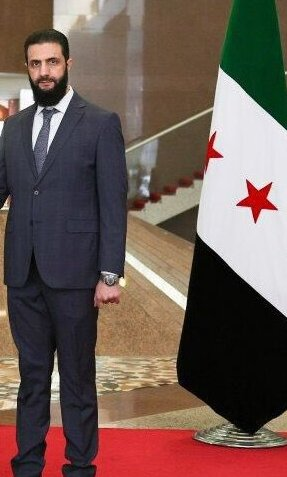
Prozatímní prezident Sýrie Ahmad Šara stojící vedle státní vlajky, 11. ledna 2025

### Znak
Současný státní znak byl oficiálně představen prezidentem Ahmadem Šarou 4. července 2025. Je tvořen zlatým orlem hledícím heraldicky vpravo, nad nímž jsou tři hvězdy odkazující na státní vlajku. Pět ocasních per odkazuje na pět geografických regionů (severní, jižní, západní, východní a centrální), sedm per na každém křídle odkazuje na 14 syrských guvernorátů a současně na 14 let občanské války.

Státní znak Sýrie (od 2025)
Státní znak Sýrie (od 2025; alternativní verze)
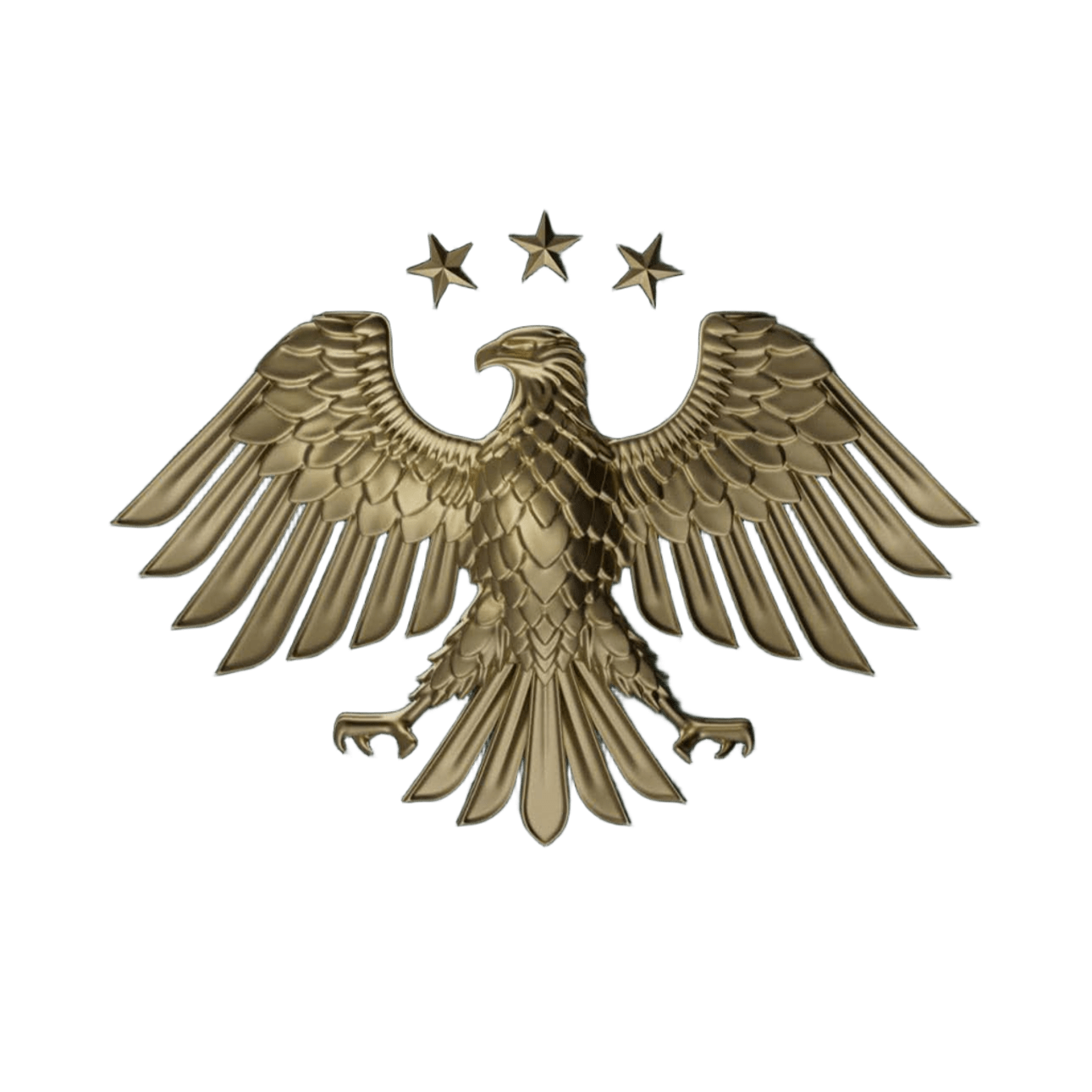
Státní znak Sýrie (od 2025; plastické zpracování)

### Hymna
Syrská hymna je píseň Ħumāt ad-Diyār (česky Ochránci vlasti). Text napsal Khalil Mardam Beyna a hudbu složil Mohammed Flayfel.

## Geografie

Mapa Sýrie

Sýrie se rozkládá na ploše 185 180 km2. Celková délka hranice činí 2253 km; z toho na mořské pobřeží připadá 193 km. Nejvyšší a nejnižší bod země – Hermon/Džabal aš-Šajch (2 814 m n. m.) a Galilejské jezero (212 m pod úrovní moře) – leží blízko sebe, na jihozápadě státu u hranic s Libanonem a Izraelem. Naprostou většinu území vyplňuje vyprahlá pouštní plošina, půlená řekou Eufrat. Nejúrodnější částí Sýrie je středozemní pobřeží na západě země a pak na jihozápadě, v podhůří Hermonu (Golanské výšiny). Podnebí je suché. Pobřeží Sýrie má průměrný úhrn srážek skoro 1000 mm, ale toto číslo se postupem do vnitrozemí velice rychle snižuje.

## Lidská práva
Děsivé zážitky osob vystavených týrání a jinému zneužívání v syrských věznicích popisuje zpráva Amnesty International z roku 2016. Dle odhadů zemřelo v Sýrii ve vazbě od března 2011, tedy od začátku konfliktu, 17 723 osob, průměrně jde tedy o 300 mrtvých měsíčně. Přitom se jedná o velice střízlivý odhad. HRDAG i Amnesty International se obávají, že za okolností, kdy desítky tisíc lidí násilně zmizely v detenčních zařízeních po celé Sýrii, bude skutečný počet obětí vyšší. Zpráva dokumentuje zločiny proti lidskosti, rekonstruuje zážitky tisíců vězňů skrze případy 65 mučených, kteří přežili. Ti popisují děsivé porušování lidských práv a nelidské podmínky v zařízeních bezpečnostních složek provozovaných syrskými zpravodajskými agenturami a ve vojenském vězení Sajdnájá na předměstí Damašku.
| „ | Po celá desetiletí používaly syrské vládní síly mučení k likvidaci svých oponentů. Nyní je mučení používáno jako součást systematického a široce rozšířeného útoku na jakéhokoli civilistu, který se stane byť jen podezřelým z odporu vůči vládě. To lze označit za zločiny proti lidskosti. | “ |
| — | |   |

Týrání podle Amnesty International začínalo bezprostředně po zatčení a během přepravy, po příjezdu do věznice byli vězni vystaveni „uvítací party“, která obnášela bití silikonovými či kovovými tyčemi nebo elektrickými kabely. Byla viděna „krev, celá řeka krve“. Následovala „bezpečnostní prohlídka“, během které byly ženy znásilňovány, během výslechů bylo získáváno „doznání“ nekonečným mučením vězňů. Mezi běžné metody patřil tzv. dulab (násilné vplétání těla oběti do gumové pneumatiky) a falaqa (bičování přes chodidla). Zadržovaní rovněž museli snášet elektrické šoky, sexuální zneužívání, vytrhávání nehtů, polévání vroucí vodou, mnohahodinové zavěšení za zápěstí či pálení cigaretami.
Kombinace žalostných podmínek v zařízeních, jako jsou přeplněnost, nedostatek jídla, nedostatek zdravotní péče nebo nevhodné hygienické podmínky s krutostí a ponižujícím zacházením jsou mezinárodním právem zakázány.
Zločinů proti lidskosti se dopouští také syrští rebelové a Islámský stát. Například v květnu 2015 Islámský stát povraždil 400 lidí po obsazení syrského města Palmýra, a v lednu 2016 bylo zavražděno až 300 lidí při útoku na syrské město Dajr az-Zaur.
V červnu 2023 podaly Kanada a Nizozemsko na Sýrii žalobu k Mezinárodnímu soudnímu dvoru. Syrskou vládu obvinily z nedodržování mezinárodního práva.

## Politika

Prezident přechodné vlády Ahmad Šara

Politická situace v Sýrii je destabilizována občanskou válkou, která v zemi probíhá od roku 2011. Válka vypukla poté, co byly v březnu 2011 násilně potlačeny protesty proti vládě strany Baas, která držela moc v zemi od převratu v roce 1963. V reakci na zásah proti demonstracím byla na podzim 2011 vytvořena Národní koalice sil revoluce a syrské opozice jako společný orgán opozice vůči režimu, který ze zahraničí koordinoval vedení bojů povstaleckých milic. Válka si mezi roky 2011 a 2024 vyžádala více než 600 000 mrtvých vojáků a civilistů a vedla k rozštěpení země. Po pádu baasistického režimu a útěku prezidenta Bašára al-Asada do Ruska, bylo od prosince 2024 syrské území ovládané různými kvazistátními útvary:
- Syrská přechodná vláda - byla zřízena v roce 2017 jako Syrská vláda spásy, poté co ozbrojená skupina Tahrír al-Šám, která nesouhlasila s politikou opoziční koalice,[46][47] ovládla území provincie Idlib a zřídila zde své vládní struktury. Pod její kontrolou byla velká část severozápadní Sýrie a v roce 2023 měla odhadovanou populaci více než 4 000 000 obyvatel.[48] V roce 2024 byla Tahrír al-Šám hlavní bojovou silou při ofenzívě opozičních sil a po dobytí Damašku a převzetí státních institucí došlo ke vzniku přechodné vlády. Vrchní velitel Tahrír al-Šám Ahmad Šara byl od prosince 2024 označován za de facto vůdce Sýrie[49][50][51] přestože neovládá celé území. Po jednání velitelů dne 29. ledna 2025 byl jmenován dočasným prezidentem Sýrie.[1] V březnu 2025 byla první přechodná vláda nahrazena druhou syrskou přechodnou vládou.

- Syrská prozatímní vláda - byla zřízena opoziční koalicí poté, co byla koalice uznána více než stovkou zemí za zástupce syrského lidu v roce 2013.[52] Původně fungovala jako exilová vláda se sídlem v Istanbulu,[53] v roce 2017 po turecké okupaci severní Sýrie přesídlila do města Azáz a zřídila své úřady na tomto území.[54] Její ozbrojená složkou je Svobodná syrská armáda. Po jmenování Ahmada Šary prezidentem 30. ledna 2025 předseda prozatímní vlády Abdulrahman Mustafa souhlasil s tím, že vláda předá veškeré své zdroje a personál pod kontrolu vlády v Damašku.[55]

- Rojava - plným názvem "Autonomní správa severní a východní Sýrie", je de facto autonomní region v severní a severovýchodní Sýrii, obydlený převážně Kurdy. Byl vyhlášen roku 2016 jako území fungující nezávisle na centrální syrské vládě, oficiálně však sebe samu považující za autonomní území v rámci Sýrie, které však syrská vláda prezidenta Asada neuznávala.[56] Po pádu režimu došlo k jednáním mezi zástupci kurdské samosprávy, jehož výsledkem byla dohoda podepsaná 11. března 2025 mezi prezidentem Šarou a velitelem kurdských milic SDF Malzúmem Abdíem. Podle té má do konce roku 2025 dojít k začlenění všech vojenských i civilních orgánů Rojavy do syrského státu.[57]

| Vláda                   | Sídlo   | Znak | Území          | Počet obyvatel |
| ----------------------- | ------- | ---- | -------------- | -------------- |
| Syrská přechodná vláda  | Damašek |      | N/A            | N/A            |
| Syrská prozatímní vláda | Azáz    |      | 8 835 km2      | cca 4 000 000  |
| Rojava                  | Kámišlí |      | cca 39 000 km2 | cca 4 600 000  |

### Zahraniční vztahy

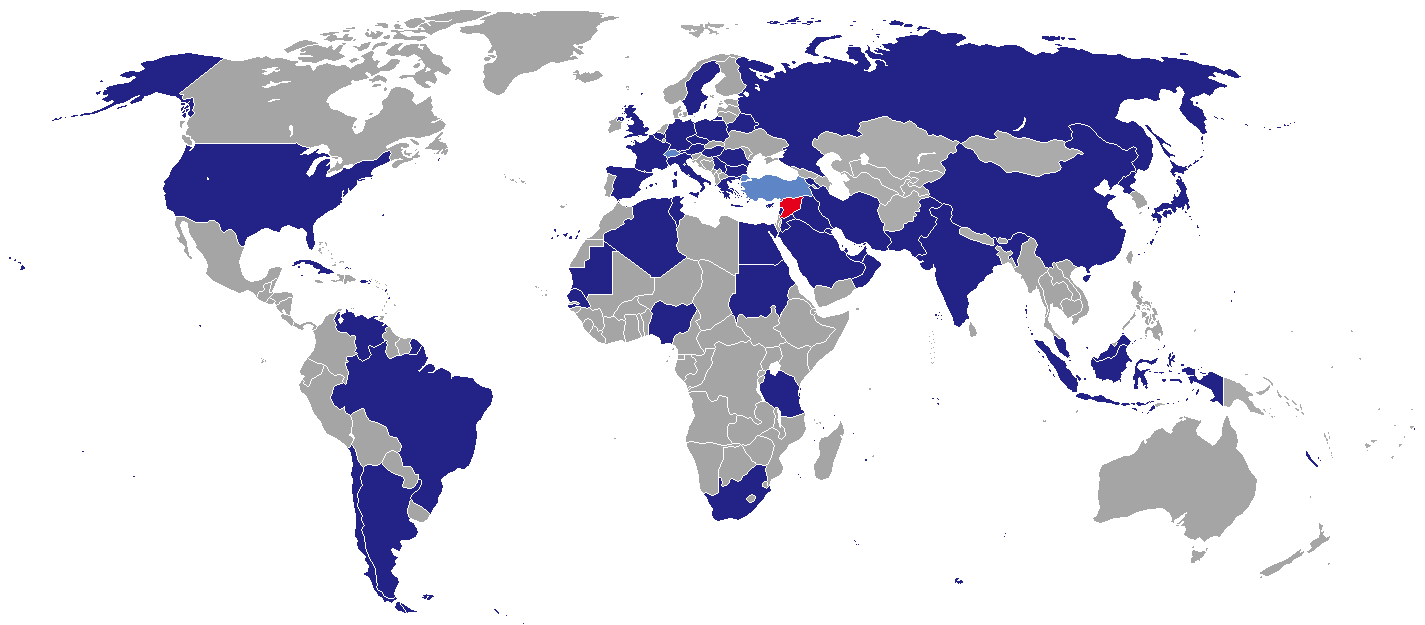
Syrské diplomatické mise

Před vypuknutí občanské války byl klíčovým bodem pro zahraniční vztahy země arabsko-izraelský konflikt. Sýrie požaduje stáhnutí izraelských vojsk ze všech okupovaných území a navrácení suverenity nad Golanskými výšinami. Po vypuknutí občanské války došlo k ze strany mnoha států ke zmrazení diplomatických vztahů s Asadovou vládou. Například Spojené státy americké v říjnu 2011 odvolaly svého velvyslance z Damašku. Liga arabských států v roce 2011 Sýrii pozastavila členství; to bylo obnoveni až roku 2023. Ze států v regionu si Baasistická Sýrie udržovala v posledních několika letech své existence dobré vztahy s Íránem, s nímž udržuje i vojenskou spolupráci. Korektní vztahy v minulosti nastolila rovněž s iráckou vládou a Tureckem. Po vypuknutí války však Turecko zakázalo dovážet pro Sýrii přes Bospor a Dardanely vojenský materiál. Turecká vláda zároveň drží ochrannou ruku nad syrskými důstojníky, kteří zběhli na turecké území, a poskytuje také azyl několika tisícům uprchlíků, kteří prchají před násilím za hranice své země. Pod ochranou turecké vlády rovněž od roku 2013 operovala syrská opozice. Po protisyrských demonstracích v Libanonu pod tlakem mezinárodního společenství Sýrie z této země stáhla v roce 2005 své vojáky a před událostmi Arabského jara se situace mezi oběma zeměmi stabilizovala. Ve válečné situaci si Sýrie udržovala dobré vztahy s Ruskem, které ji nadále zásobovalo vojenským vybavením. Ruská federace měla rovněž v Sýrii svou jedinou námořní základnu ve Středomoří, umístěnou v přístavu Tartús, který byl opuštěn v prosinci 2024. Rusko spolu s Čínou také v říjnu 2011 vetovaly v Radě bezpečnosti OSN návrh rezoluce oficiálně odsuzující Sýrii, stejný scénář se opakoval i v lednu 2012. Po svém útěku získal svržený prezident Asad azyl právě v Rusku.

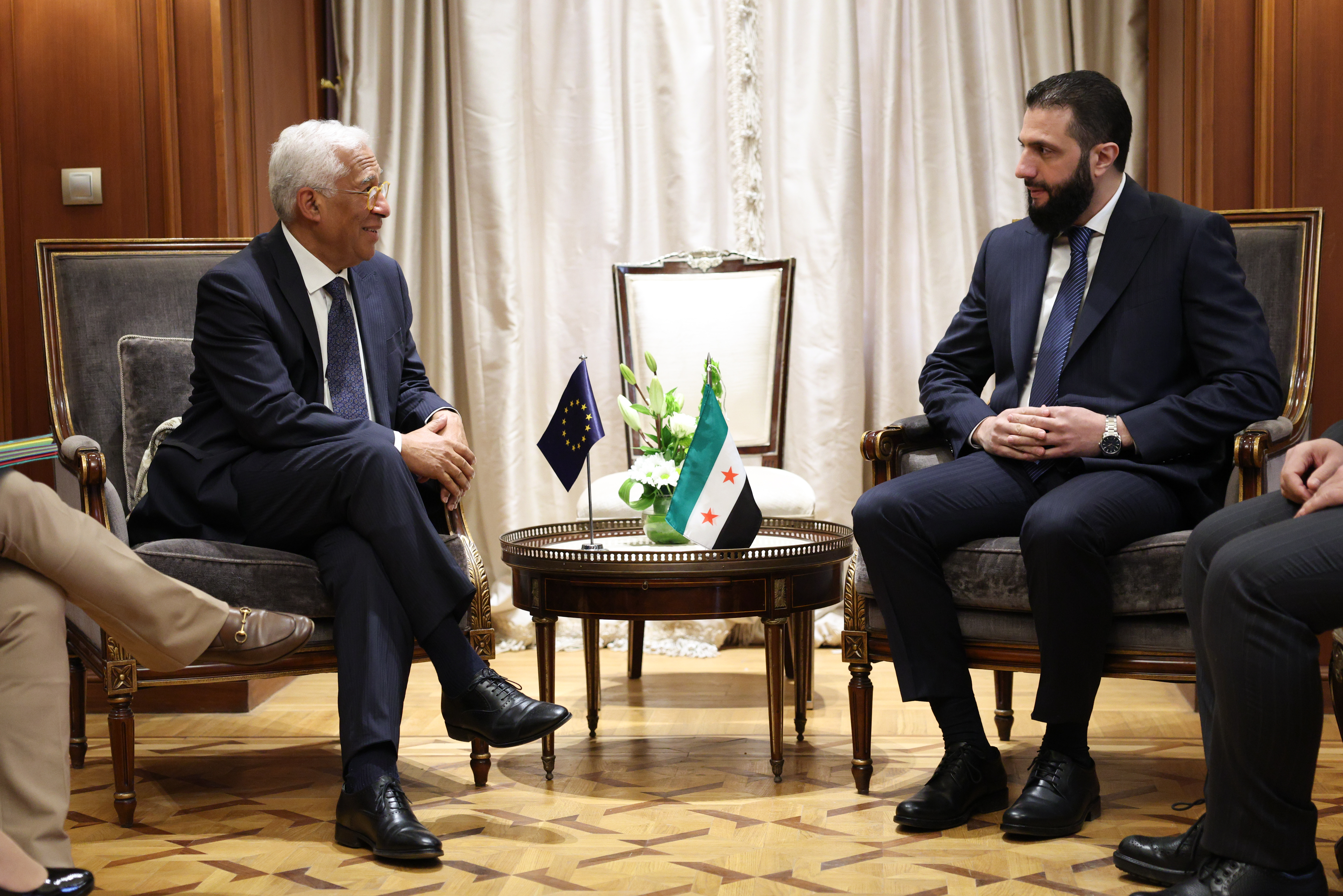
Syrský prezident Ahmad Šara a předseda Evropské rady António Costa v Káhiře 3. března 2025

Po svržení režimu došlo k navázání kontaktů vlád a mezinárodních organizací s novou vládou. Například ministr zahraničí USA Anthony Blinken prohlásil, že Spojené státy uznají a plně podpoří budoucí syrskou vládu, pokud splní závazky plně respektovat práva menšin; usnadnit tok humanitární pomoci všem, kdo to potřebují; zabránit tomu, aby byla Sýrie využívána jako základna pro terorismus nebo představovat hrozbu pro své sousedy; a zajistit že veškeré zásoby chemických nebo biologických zbraní budou zajištěny a bezpečně zničeny. Ministryně zahraničí EU Kaja Kallasová vyslala 16. prosince 2024 do Damašku unijního zmocněnce s úkolem navázat kontakt s novou vládou. Ministr obrany Turecka Yaşar Güler prohlásil, že nová syrská vláda vyslala konstruktivní signály a měla by dostat šanci vládnout. Uvedl rovněž, že Turecko je nové syrské vládě povstalců připraveno poskytnout vojenský výcvik, pokud o to požádá. Velvyslanectví Sýrie pokračují ve své činnosti v koordinaci s přechodnou vládou.

### Obrana a bezpečnost
Sýrie před válkou disponovala jednou z nejsilnějších vojenských sil v regionu. Syrské ozbrojené síly sestávaly z pozemní armády, námořnictva, letectva a protiletecké obrany. K roku 2004 mělo pozemní vojsko celkem 200 000 mužů v aktivní službě a 280 000 v záloze. Námořnictvo disponovalo 7 600 muži ve službě a 4 000 v záloze, letectvo zaměstnávalo celkem 35 000 mužů a s dalšími 70 000 v záloze a protiletecká obrana měla k dispozici 54 200 aktivního personálu. V baasistické Sýrii fungovala branná povinnost, k odvodu byli povoláváni všichni muži starší 18 let. Studenti vysokých škol měli právo na odklad. Ve stejném období armáda vlastnila 4 200 tanků, 800 průzkumných vozidel, 2 100 bojových vozidel pěchoty, 1 600 dopravních vozidel, 1 630 kusů polního dělostřelectva, 430 kusů mobilního dělostřelectva a stovky dalšího armádního vybavení. Námořnictvo operovalo s 2 fregatami, 12 raketovými čluny a dalšími 20 loděmi rozdílné specializace, doplněných ozbrojenými helikoptérami. Letectvo mělo k dispozici 520 bojových letadel a 71 helikoptér. Ozbrojené složky orientované na protivzdušnou obranu měly pod kontrolou 160 baterií pro rakety země–vzduch a 4 000 kusů protiletadlového dělostřelectva.
Ozbrojené síly státu se podílely na obraně země, veřejných pracích, budování silnic a veřejné zdravotní službě. Po rozpadu Sovětského svazu ztratila Sýrie hlavního vojenského partnera, který poskytoval jejím ozbrojených silám školení, techniku i finanční pomoc. Díky tomu, že se připojila k protiiráckým silám ve válce v Zálivu, dostala od arabských států značnou finanční podporu, kterou poté z velké části směřovala do dalších vojenských výdajů. Armáda měla silný vliv na chod státu.
Po vypuknutí občanské války vzniklo na syrském území mnoho militantních povstaleckých organizací, které zahájily boj proti silám baasistického režimu, rovněž proti silám Islámského státu. V roce 2023 došlo k sjednocení opozičních milic pod jednotné velení v čele s Tahrír al-Šám, které pak po ročních přípravách zahájily ofenzívu, která vrhla režim prezidenta Asada a vedla k ustavení přechodné vlády. Ta jako jedno ze svých prvních opatření nařídila rozpuštění ozbrojených složek starého režimu a vyhlásila amnestii pro brance, kteří byli odvedení do armády proti své vůli. Rovněž deklarovala svůj záměr reformovat povstalecké milice na regulérní armádu. Sloučení všech povstaleckých sil bylo ohlášeno 30. ledna 2025
| Vláda                   | Znak | Ozbrojená složka         | Síla                     |
| ----------------------- | ---- | ------------------------ | ------------------------ |
| Syrská přechodná vláda  |      | Tahrír al-Šám            | 15 000 bojovníků (2022)  |
| Syrská prozatímní vláda |      | Svobodná syrská armáda   | 35 000 bojovníků (2015)  |
| Rojava                  |      | Syrské demokratické síly | 100 000 bojovníků (2021) |

### Administrativní dělení

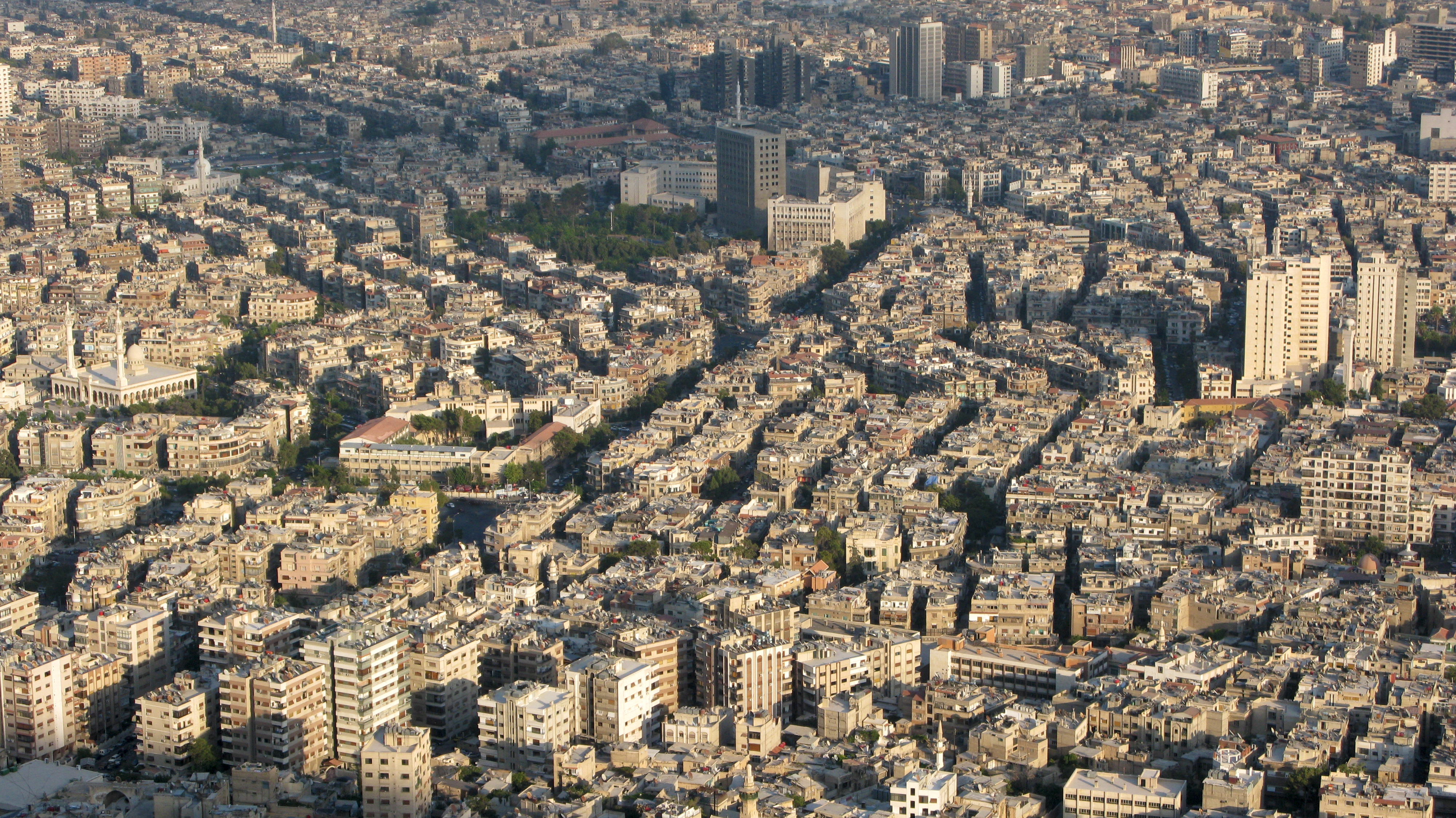
Damašek, hlavní město Sýrie

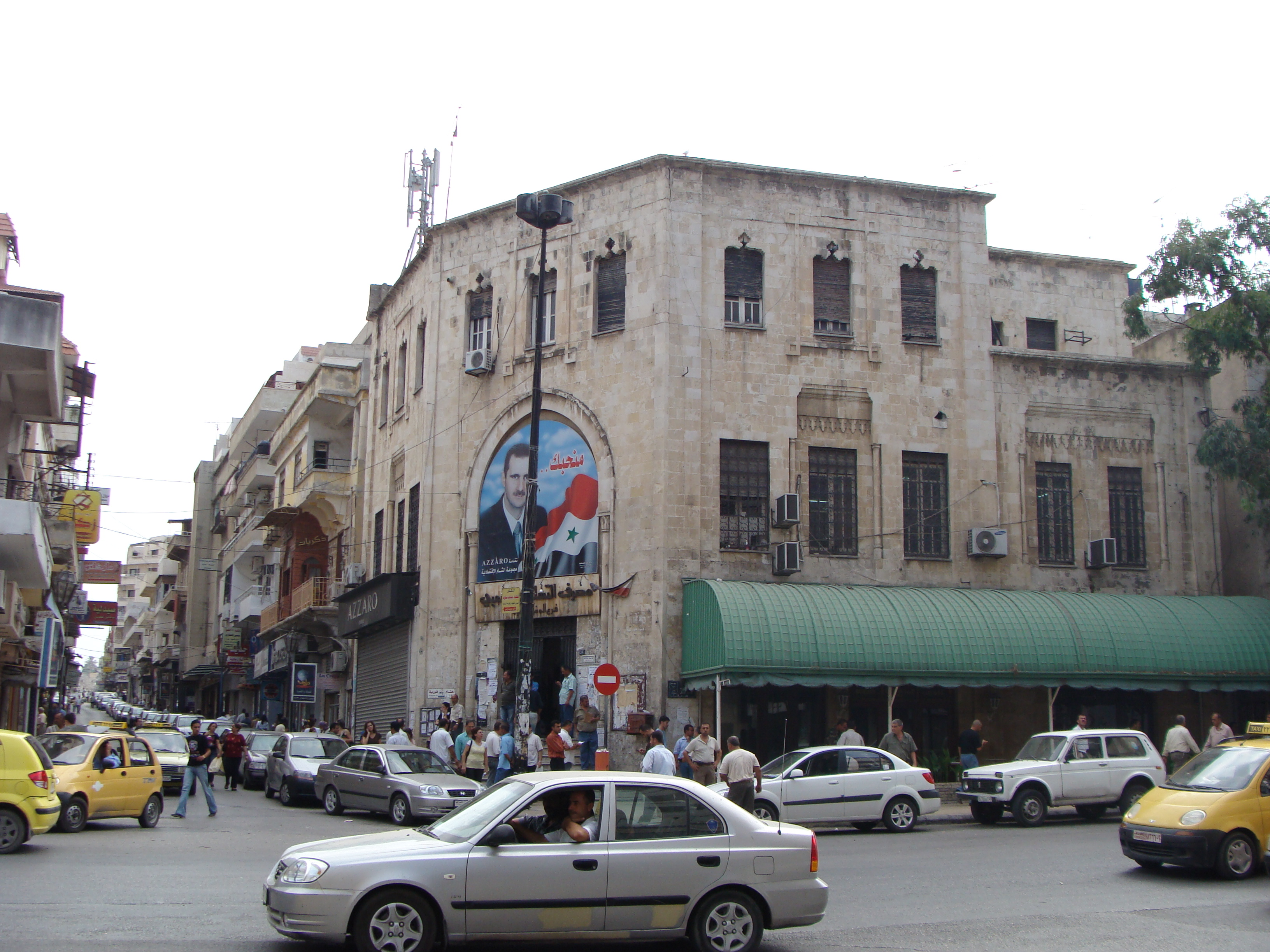
Lázikíja

Země je rozdělena na 14 administrativních celků zvaných guvernoráty (muhafazat), které se dále dělí na okresy. Hlavním městem je Damašek s asi 2 500 000 obyvateli, který je zároveň jednou z provincií. Mezi největší města patří Aleppo (zhruba 3 000 000), Damašek, Homs (1 300 000) a Hamá (850 000).
|    | Č.           | Guvernorát   | Hl. město |
| -- | ------------ | ------------ | --------- |
|    |              |              |           |
| 1  | Lázikíja     | Lázikíja     |           |
| 2  | Idlib        | Idlib        |           |
| 3  | Aleppo       | Aleppo       |           |
| 4  | Rakka        | Rakka        |           |
| 5  | Hasaka       | Hasaka       |           |
| 6  | Tartús       | Tartús       |           |
| 7  | Hamá         | Hamá         |           |
| 8  | Dajr az-Zaur | Dajr az-Zaur |           |
| 9  | Homs         | Homs         |           |
| 10 | Damašek      | –            |           |
| 11 | Rif Dimashq  | –            |           |
| 12 | Kunejtra     | Kunejtra     |           |
| 13 | Dar'á        | Dar'á        |           |
| 14 | Suvajda      | Suvajda      |           |

## Ekonomika

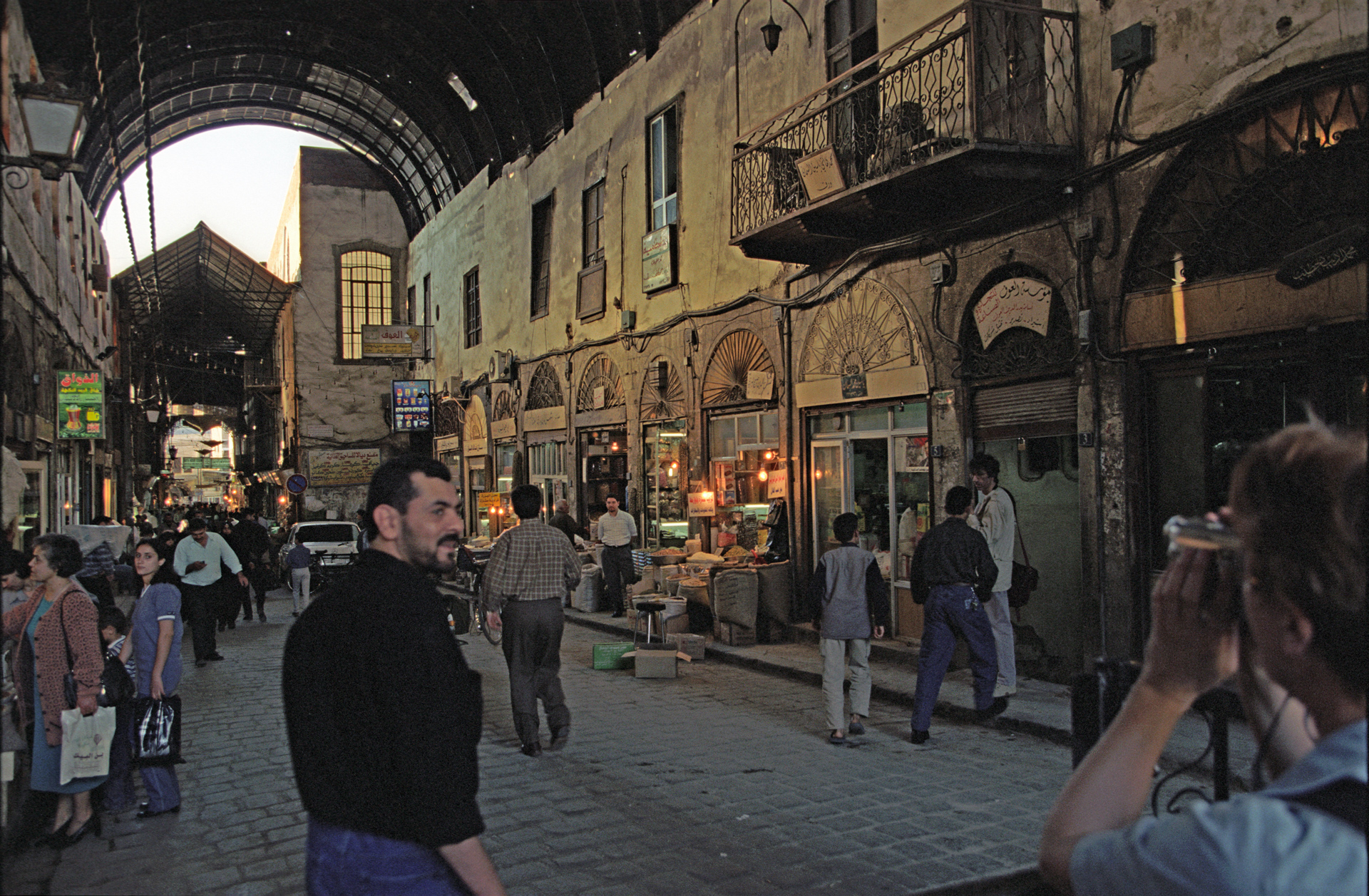
Stará obchodní čtvrť v Damašku

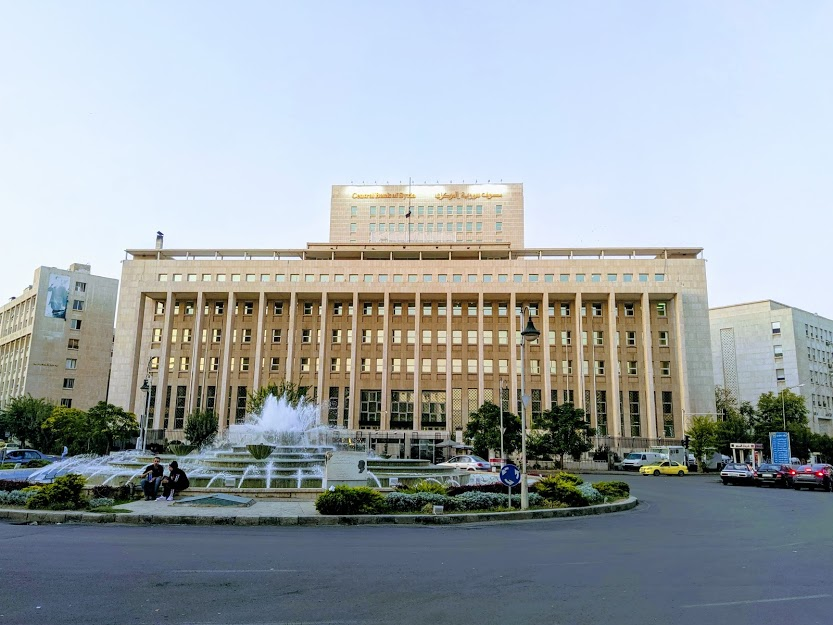
Budova centrální banky Sýrie v Damašku

Syrská ekonomika je charakteristická rozsáhlým státním sektorem, který trpí přezaměstnaností a neefektivitou. Určitý prostor je v rámci Sýrie vyhrazen i soukromému podnikání. Do některých projektů v civilním sektoru, například zdravotnictví a veřejných prací se významně zapojuje armáda.
Ekonomika Sýrie je na rozdíl od ekonomiky mnoha sousedních států diverzifikovaná a ne zcela závislá na ropě. Z velké části je v moci státu, který ovládá ropný průmysl, energetiku a obchod s klíčovými zemědělskými produkty (bavlnou a obilím). Soukromý sektor dominuje v zemědělství, stavebnictví, dopravě a ve zpracovatelském průmyslu. Státní sektor je neefektivní a vyznačuje se nadměrnou zaměstnaností. Prezident Asad se snaží o postupnou liberalizaci ekonomiky. Problémem v Sýrii zůstává korupce. Země je v porovnání s ostatními státy světa průměrně bohatá, hrubý domácí produkt (HDP) v paritě kupní síly za rok 2010 činil 107,4 miliard dolarů a mezi lety 2007–2010 pravidelně stoupal v průměru zhruba 4,5 % ročně. Zhruba 17 % zaměstnaných pracuje v zemědělství, 16 % v průmyslu a 67 % ve službách. Nezaměstnanost se pohybuje okolo 8,3 % a k roku 2006 žilo téměř 12 % obyvatel pod hranicí chudoby. Syrská měna se nazývá syrská libra (SYP) a její kurz v roce 2010 byl 46,5 syrských liber za americký dolar.
Země není členem Světové obchodní organizace (WTO), ačkoliv o vstup do této organizace požádala již v letech 2003 a 2007. Smlouvu o volném obchodu má s Tureckem, Jordánskem, Indií, Běloruskem a Slovenskem. Nejvíce zboží vyváží do Iráku (30 %), Libanonu (11,7 %), Německa (8,8 %), Itálie (8,8 %) a Saúdské Arábie (5 %). Nejběžnějšími vývozními produkty jsou ropa, ropné produkty, ovoce a zelenina, bavlna, textilie, oblečení, maso, živá zvířata a pšenice. Naopak nejvíce do Sýrie dováží Saúdská Arábie (11,2 %), Čínská lidová republika (10,1 %), Turecko (7,6 %), Spojené arabské emiráty (5,5 %), Itálie (5,5 %), Rusko (4,6 %), Libanon (4,4 %), Egypt (4,3 %), Írán (4 %) a Jižní Korea (4 %). Mezi dovozním zbožím jsou nejčastější strojní výbava, elektrické stroje, jídlo a dobytek, kovy a kovové výrobky, chemikálie a chemické výrobky, plasty a papír.

### Zemědělství

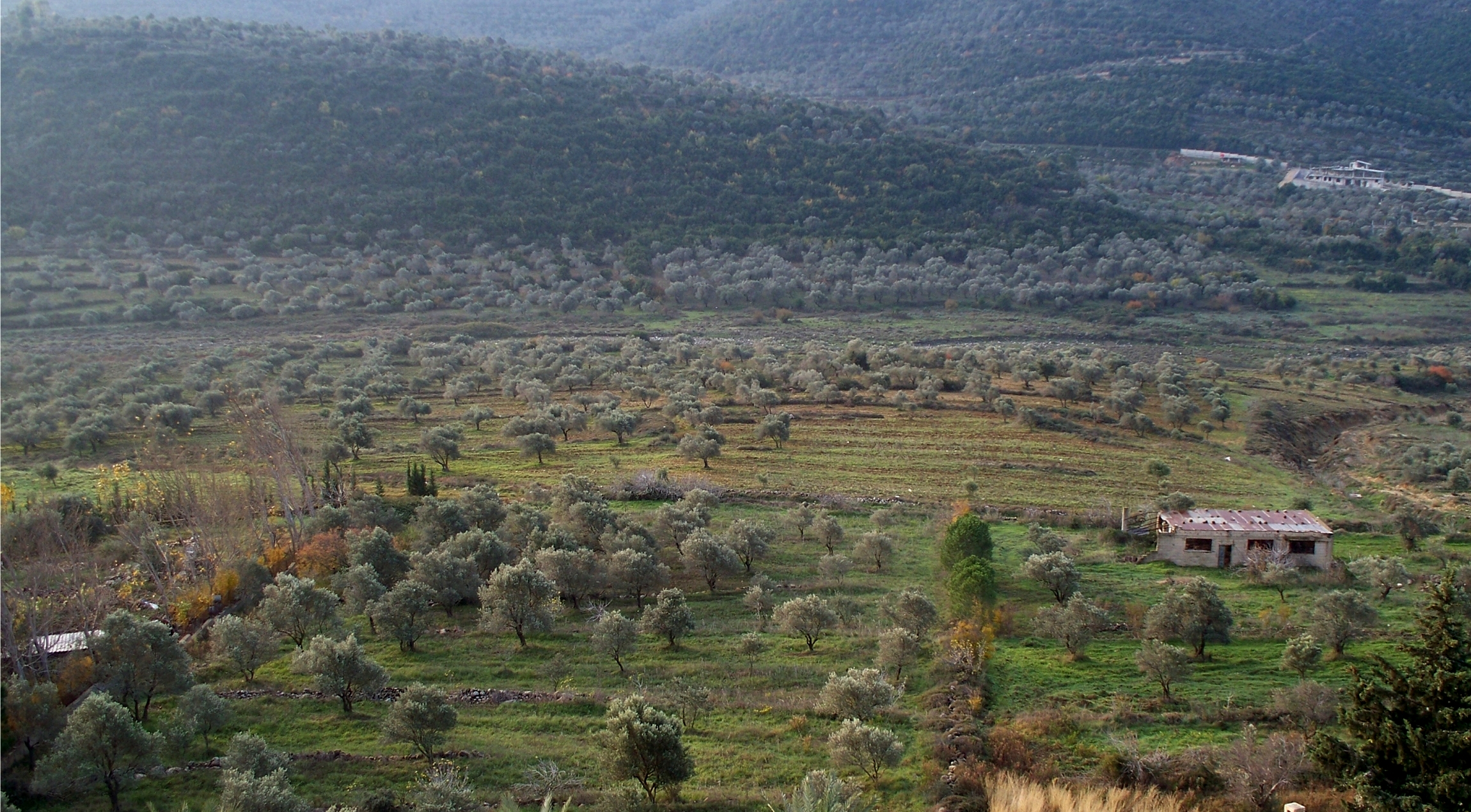
Olivové háje v západní Sýrii

Zemědělství tvoří výraznou složku ekonomiky Sýrie, zaměstnává zhruba 17 % obyvatel a stejný je jeho podíl na tvorbě HDP. Nejčastěji pěstovanými plodinami jsou pšenice, cukrová řepa, ječmen, kukuřice a čočka. Nejvýznamnější exportní plodinou je bavlna. V okolí přístavu Latákie na západě se pěstuje kvalitní tabák. Z ovoce a zeleniny jsou běžné rajče, meloun, cibule a oliva. Důležitou zemědělskou aktivitou je chov dobytka, převážně ovcí a turů domácích, a dále velbloudů a drůbeže.

### Průmysl

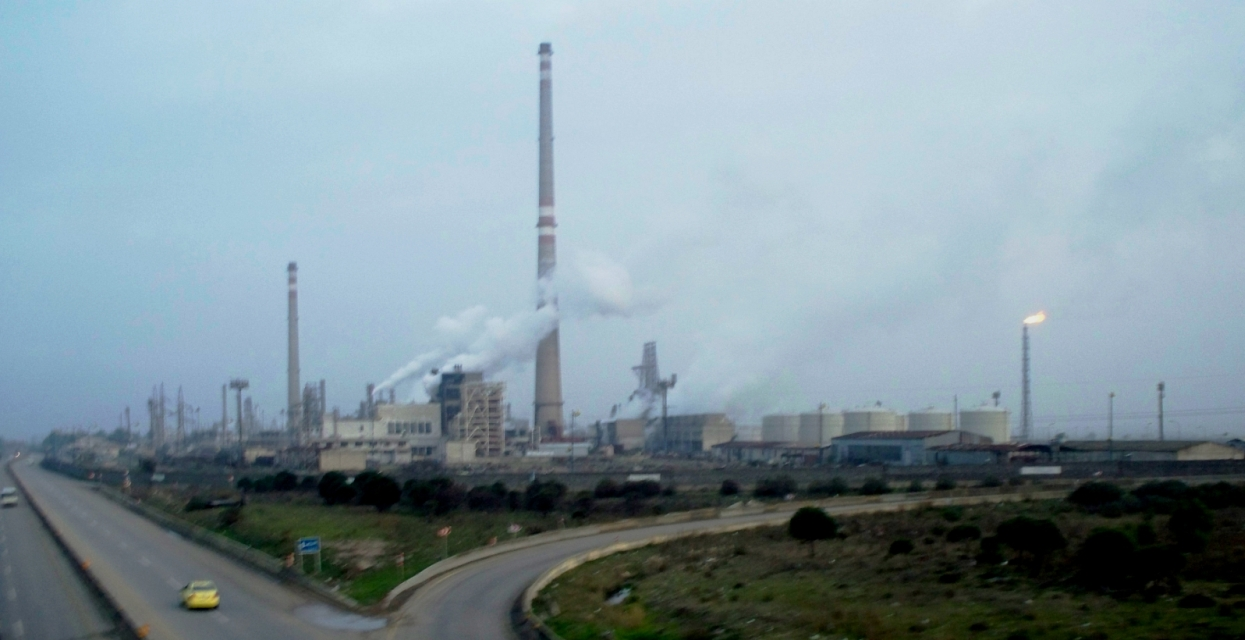
Ropná rafinerie postavená československou společností Technoexport v Homsu

Průmysl se podílí na tvorbě HDP asi z 27 % a nejvýznamnější jeho částí je ropný sektor. Od 60. let 20. století Sýrie na severovýchodě a východě země těží ropu. Od roku 1995 produkce dlouhodobě klesá, v roce 2010 dosahovala zhruba 400 000 barelů denně (34. místo v žebříčku států světa). Asi 70 % nalezišť, jejichž zásoby jsou celkově asi 2,5 miliardy barelů, vlastní státní ropná společnost, zbytek mají v rukou zahraniční společnosti. V Sýrii je také rozvinutá produkce zemního plynu, který je ale všechen spotřebován a do zahraničí se nevyváží. Elektřina je čerpána hlavně z ropy a zemního plynu, ale vyrábí se i ve vodních elektrárnách na řece Eufrat.
Dalším významným průmyslovým produktem jsou fosfáty, kterých v roce 2009 Sýrie vyprodukovala 2,46 milionů tun. Mezi méně významné těžební položky patří např. kamenná sůl, mramor, chrom, hořčík a bauxit. Průmyslová výroba všeobecně je ze 40 % v rukou státu, který ovládá např. ocelárny, cementárny a výrobny hnojiv. Silnější je soukromý sektor, který se soustředí na textil, potraviny, kůži, chemikálie a léčiva.

### Služby

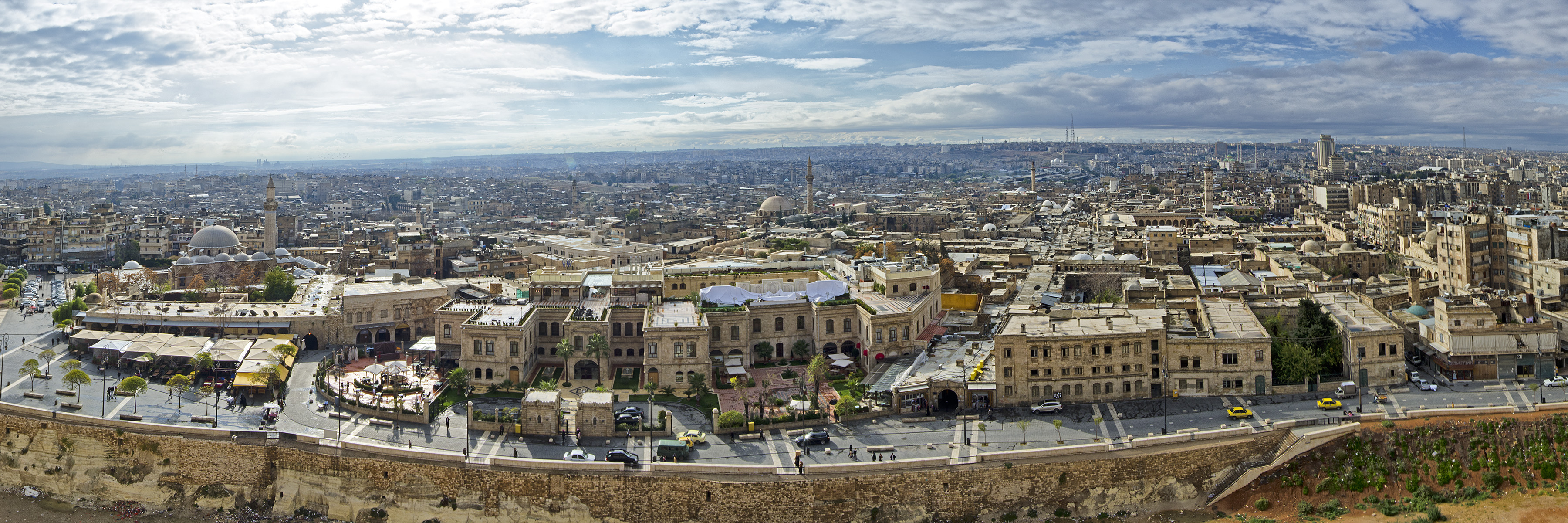
Hotel Carlton Citadel v Aleppu

Ve službách je zaměstnaných 67 % pracujících obyvatel. Jejich významnou složkou je cestovní ruch, jehož potenciál zatím ale není dostatečně využíván. Nejvíce turistů přichází z ostatních arabských zemí a jejich cílem jsou často náboženské památky, kdežto turisté ze západních zemí do Sýrie jezdí převážně kvůli historickým památkám. Problémem v zemi je špatná kvalita ubytovacích zařízení pro zahraniční návštěvníky. Syrský bankovní sektor byl od roku 1963 zcela pod kontrolou a ve vlastnictví státu a jeho neefektivita zapříčinila, že soukromníci své zdroje ukládali v zahraničí. Na počátku roku 2004 byl v rámci ekonomických reforem povolen vznik soukromých bank.

### Nerostné bohatství
Pokud jde o přírodní zdroje, Sýrie je 27. zemí na světě s produkcí ropy rychlostí 400,000 barelů denně, spotřebovanou na domácím trhu, a z nichž část je vyvážena do zahraničí, aby znovu dovezla své deriváty. Kromě vrtů v Hasakah a Deir Ezzor bylo na moři u syrských břehů objeveno velké množství ropy a plynu. Druhý repertoár, zemní plyn, používaný pro domácí spotřebu, má produkci 28 miliard kubických litrů[zdroj?] ročně, a třetí je fosfát v Homsu, s produkcí 2,6 milionu tun vyvážených převážně z něj, a je považován za devátý ve své produkci na světě. Pokud jde o výrobu energie, od roku 2002 Sýrie dosáhla soběstačnosti ve svých potřebách elektřiny o 21,6 miliard kWh, ale krize vedla k poklesu schopnosti vyrábět energii ve velkém množství a v průměru jsou syrská města odříznuta od elektřiny 6 až 9 hodin denně, a to i ve městech, která nejsou svědky bitev, jako je Damašek a Latákia. 

### Infrastruktura

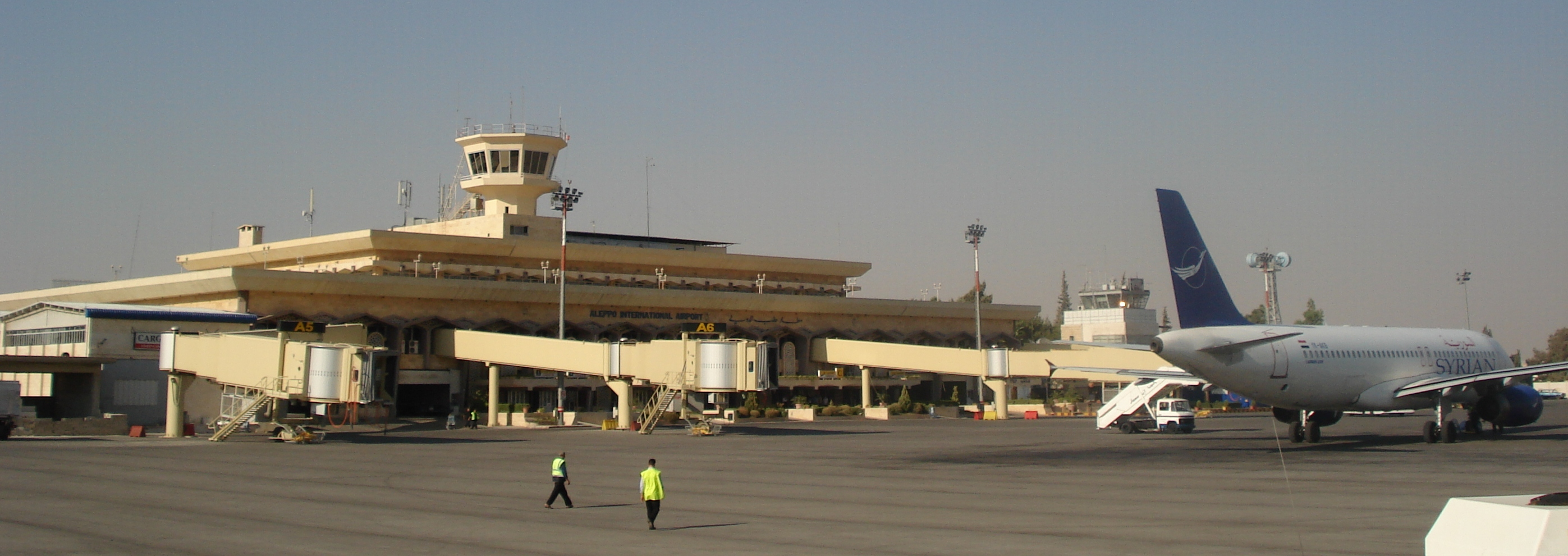
Mezinárodní letiště v Aleppu

Sýrie má poměrně dobrou silniční síť o celkové délce (k roku 2009) přes 68 000 km, z nichž přes 61 500 km je asfaltovaných. Také železniční doprava je na dobré úrovni, k roku 2010 dosahovala délky přes 2000 km a vláda investuje do jejího rozvoje. V zemi je v provozu přes sto letišť, z toho zhruba 30 jich má asfaltované přistávací dráhy. Tři mezinárodní letiště se nacházejí v Damašku, Aleppu a Latákii. Největší leteckou společností působící v Sýrii je státní společnost Syrian Arab Airlines. Největšími a nejvýznamnějšími syrskými přístavy jsou Latákie a Tartús, obchodní flotila země čítala k roku 2010 41 lodí.
Syrské telekomunikace jsou převážně v rukou státních firem a jsou regulovány vládou. V zemi je funkčních zhruba 4 miliony pevných linek a 12 milionů mobilních telefonů. Okolo 4,5 milionů obyvatel využívá internet.

## Obyvatelstvo

Etno-náboženská mapa Sýrie

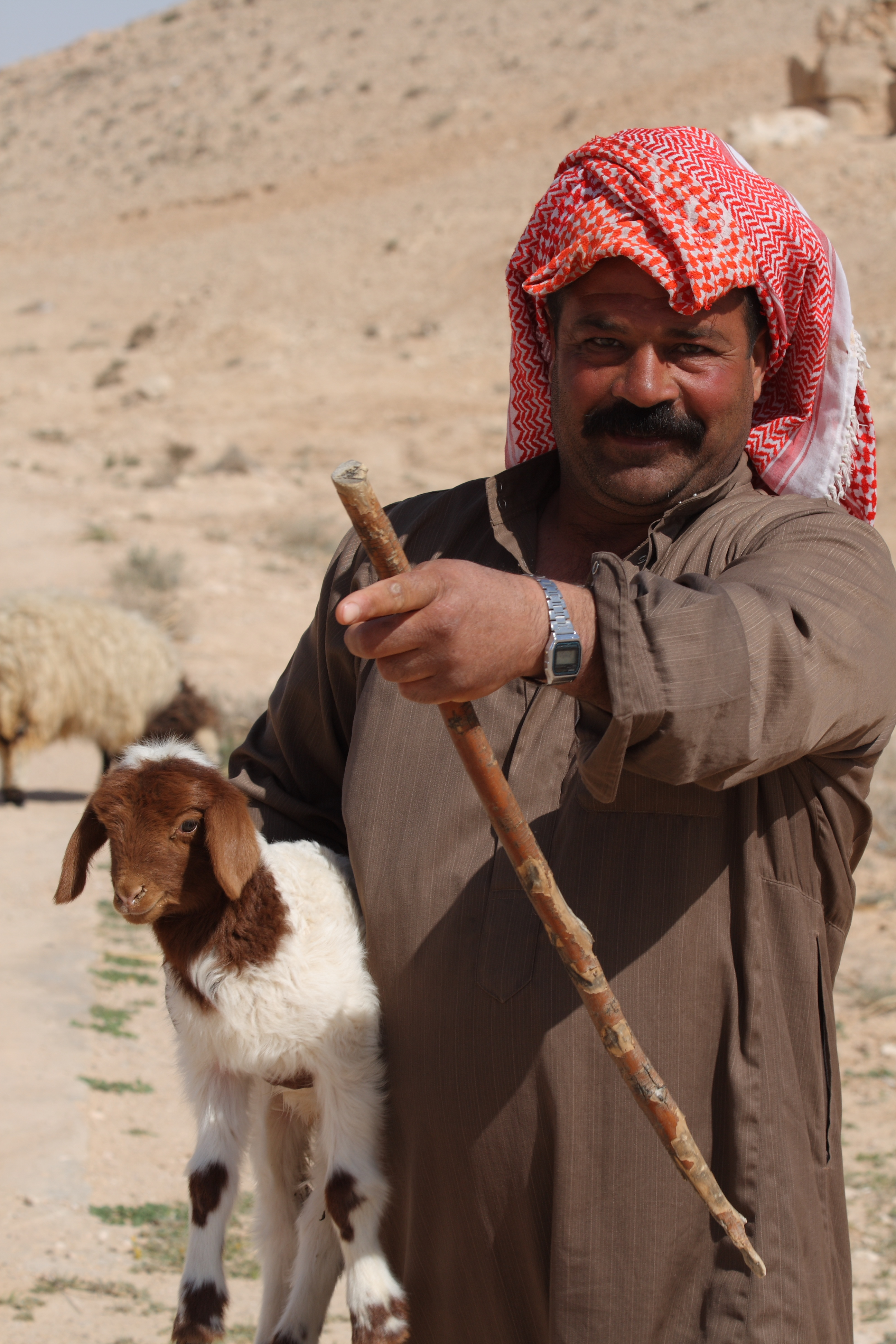
Syrský beduínský pastevec

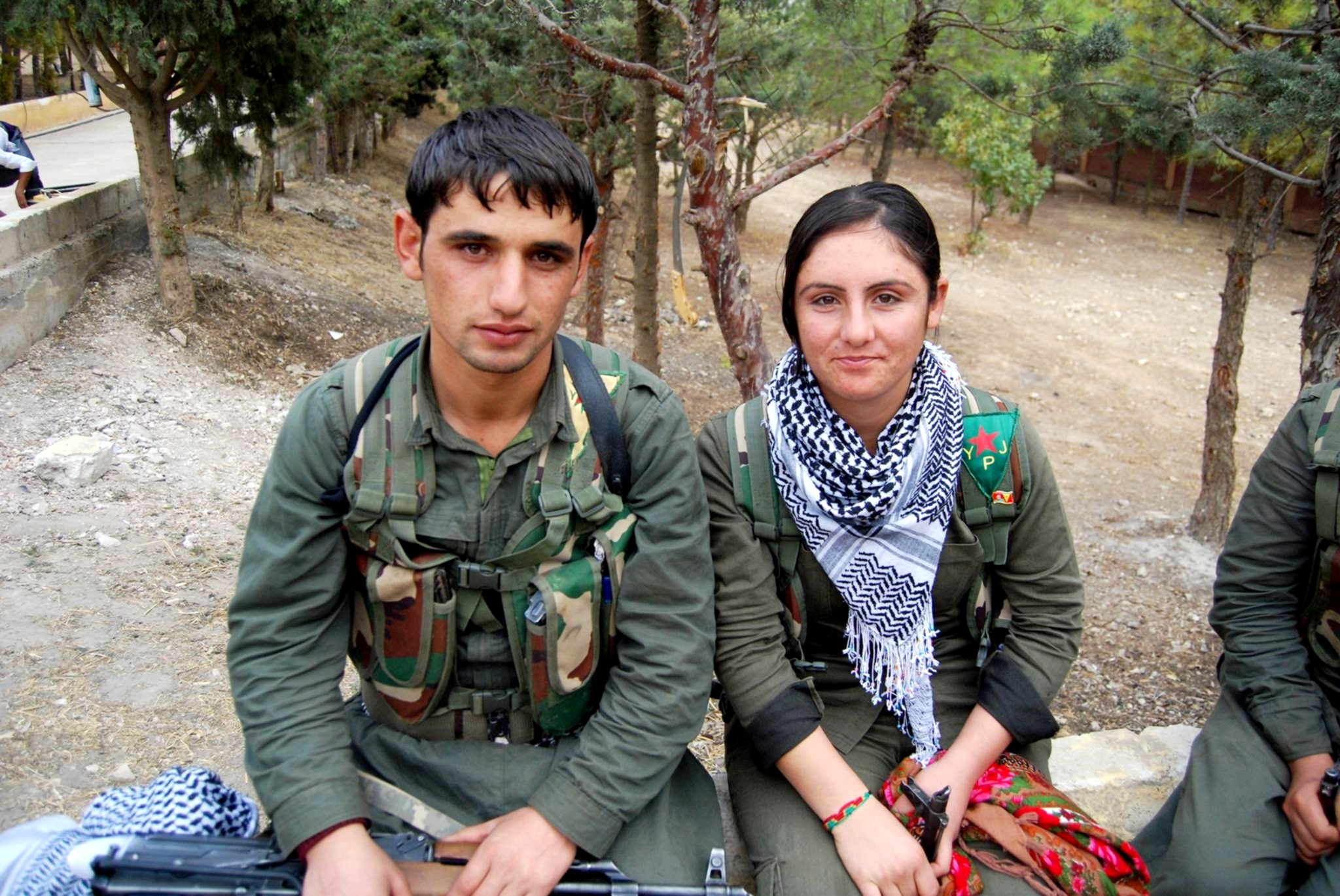
Syrští Kurdové, kteří bojují proti Islámskému státu

Podle odhadů z roku 2010 žilo v Sýrii zhruba 22,5 milionu obyvatel. Roční přírůstek obyvatelstva dosáhl v roce 2011 celkem 0,9 %, úhrnná plodnost činila za stejný rok 2,94 dítěte na jednu matku. Převážná část populace žije buď na pobřeží nebo v údolí řeky Eufratu. Většinu syrského obyvatelstva tvoří Arabové (90 %), následovaní významnou menšinou Kurdů (9 %). Mezi zbylými etnickými skupinami v Sýrii žijí Peršané, Arméni, Čerkesové, Turkmeni, Romové a Židé. Úředním jazykem je arabština, vzdělaní Syřané mluví často anglicky, částečně také francouzsky, celkově je ale znalost cizích jazyků malá, a to i například mezi vládnoucí elitou. Jednotlivé etnické skupiny užívají i své vlastní jazyky. Zhruba 56 % syrské populace žije ve městech. Průměrná délka života je 74,6 roku. Gramotnost v zemi dosahuje podle sčítání lidu z roku 2004 zhruba 79 % (muži 86 %, ženy 73,6 %). Základní vzdělání je povinné a bezplatné, trvá od šestého do dvanáctého roku. Jsou k dispozici střední i vysoké školy, oba stupně trvají tři roky. Syrská vláda prioritně podporuje výuku řemesel, strojírenství a medicíny, ostatní obory, například umění, humanitní obory či částečně i ekonomie, jsou v pozadí pro doposud nedořešenou produkční a mezinárodně obchodní bázi ekonomiky. V zemi přetrvávala etnická diskriminace Kurdů, kterým byly odpírány možnosti rozvíjet svojí kulturu a jazyk. Desetitisíce Kurdů jsou bez státní příslušnosti, což jim zabraňuje využívat svých společenských a ekonomických práv. Podle některých zdrojů se syrská vláda snaží minoritní etnické skupiny (Armény, Asyřany-Ajsory, Kurdy a d.) arabizovat. V zemi je doposud rozšířená diskriminace žen, zejména mimo území obývané vzdělanějším obyvatelstvem, avšak je mnohem méně výrazná než v islamizovaných zemích v regionu.

### Vzdělání
Ústava stanoví, že vzdělání je právem každého občana, povinným na základní úrovni vzdělání a bezplatným na všech úrovních. Kromě škol provozovaných státem prostřednictvím ministerstva školství investuje do vzdělávání i soukromý sektor, přičemž bere na vědomí materiály k povinným učebním osnovám vydávané ministerstvem. Předuniverzitní vzdělávání v Sýrii je rozděleno do dvou fází: základní vzdělání od 6 do 15 let a skládá se ze dvou cyklů a střední vzdělání od 15 do 18 let a zahrnuje tři obory, a to vědecké, literární a Šaría, a sedm profesních odvětví, jmenovitě průmyslové, zemědělské, obchodní, cestovní ruch, informatiku a technické, a končí tím, že student získá osvědčení o střední škole, které ho kvalifikuje podle jeho průměru a na základě kompromisu vydaného ministerstvem vysokoškolského vzdělávání pro jeho závěrečnou specializaci na univerzitách. Většina Syřanů bude studovat na státních univerzitách, z nichž nejstarší je Damašská univerzita. V roce 1972 stát navrhl zákon o gramotnosti, ale nepodařilo se mu jej zcela implementovat a procento negramotných lidí kleslo z 19% v roce 2000 na 14,2% v roce 2008, takže Sýrie se řadí na deváté místo v arabském světě a 119. místo na světě v gramotnosti. V zemi se každoročně pořádá velké množství kulturních festivalů a knižních veletrhů, zejména Knižní veletrh v Damašku, a vláda spravuje řadu knihoven a čítáren, z nichž snad nejvýznamnější veřejnou knihovnou je Asadova národní knihovna . Města také obsahují provinční centra a okresní centra s kulturními domy a divadly provozovanými ministerstvem kultury, malými veřejnými knihovnami a organizují festivaly a další kulturní dny.

### Náboženství
Značná část obyvatelstva (všechny odhady do jara 2011 – začátku občanské války) vyznává sunnitský islám (cca 70–73 % obyvatel)  , z šíitských skupin jsou významní především alavité (12–13 % – vládnoucí skupina), k dalším šíitským náboženským skupinám patří také ismá'ílité a další směry, včetně tzv. ší´y 12 imámů / hlavní proud – většina obyvatelstva v Íránu a v Iráku/, (2–3 %). Významnou skupinou jsou též drúzové (asi 3 %), synkretická náboženská skupina, blízká šíitům  Zbytek (asi 10 %) tvořily nejrůznější křesťanské církve – maronité, řečtí katolíci – melchité (tj. malekité), arménští katolíci, syrští katolíci, chaldejští katolíci, pravoslavní Antiochijského patriarchátu, protestanti (luteráni a další), římští katolíci, křesťané z Arménské apoštolské církve (miafyzitní), asyrští křesťané – fakticky nestoriáni, anglikáni (episkopální církev) a další. Existují zde i malé komunity židů.
Sýrie je sekulární stát a náboženským menšinám je v porovnání s dalšími zeměmi v oblasti zaručena velká míra svobody vyznání, v některých případech i omezené autonomie. Na druhou stranu jsou v rámci politického procesu zvýhodňováni lidé spojení s některými sektami, především s alavity.
Většina alavitů, k nimž náleží prezident Bašár Asad a vládnoucí vrstva země, šíitů, ismá'ílitů, syrských křesťanů a drúzů podporuje syrskou vládu, protože se obávají represivní politiky proti menšinám v případě vítězství sunnitských islamistických/džihádistických rebelů. Odhaduje se, že až třetina z 250 000 alavitských mužů bojujících na straně vlády zahynula v občanské válce. V květnu 2013 podle jednoho odhadu z 94 000 obětí války bylo 41 000 alavitů.